# 金沢大学
金沢大学（かなざわ だいがく、英語: Kanazawa University）は、石川県金沢市角間町ヌ7番地に本部を置く日本の国立大学である。1862年創立、1949年大学設置。大学の略称は金大（きんだい）。旧官立大学、旧六医科大学の一つ。

## 概観

### 大学全体
金沢大学は、旧制の金沢医科大学、第四高等学校、金沢高等師範学校、石川師範学校、金沢高等工業学校を主な母体として設立された、本州日本海側を代表する大学である。現在、4学域20学類8研究科を設置している。
2004年4月に「地域と世界に開かれた教育重視の研究大学」という位置づけをもって改革に取り組むとして、金沢大学憲章を制定した。憲章は、教育、研究、社会貢献、運営の各分野からそれぞれ2項目、計8項目からなる。

### 教育および研究
2008年4月に、それまで設置されていた8学部を3学域16学類へ改組した。
2021年4月に、4番目の学域として融合学域を設置した。

## 沿革
（沿革節の主要な出典は公式サイト）

### 略歴
金沢大学は、1949年の学制改革の際に金沢市所在の旧制諸学校を包括して、同年5月31日、国立学校設置法公布によって金沢大学が正式に設置され、新制大学として誕生した。同日付で、大野清（文部省）に初代事務局長が発令され、事務組織の整備も進められた。同年、初代学長として戸田正三（京大名誉教授）が就任した。
現在の新制金沢大学に包括された教育機関の一つである旧制金沢医科大学（現存する私立の金沢医科大学とは別）は、その起源を1862年に黒川良安によって創設された加賀藩金沢彦三種痘所としている。本項ではこの経緯から、大学の創立年を1862年、設置年を新制大学が誕生した1949年としている。
教育学部の前身の一つである石川県女子師範学校は地方女子師範としては日本最古である。
第四高等学校の起源の一つは、寛政4年（1792年）に第11代加賀藩主前田治脩により設立された藩校「明倫堂」（総合大学的性格を持つ文学校）まで遡ることができる。開校に先立ち旧加賀藩主前田家が7万8千円を寄附した。
また、新制国立大学の中では、旧制の官立単科大学、ナンバースクールの官立高等学校、高等師範学校、高等工業学校を前身校に併せ持つ唯一の大学である。
金沢城址にあった旧丸の内キャンパスは、城内キャンパスとも呼ばれた世界的にも珍しい城郭内のキャンパスであり、大学本部の他、教養部、法文学部（1980年以降は法、経済、文学部）、教育学部、理学部、サークル棟等が置かれた。旧加賀藩の三十間長屋を書庫、一部陸軍施設も校舎などに利用していた。歴史と自然が調和したアカデミックな雰囲気溢れる「お城のキャンパス」は学生や教職員はもとより、市民や観光客にも親しまれたが、文化財のため建物の増設が制限されることや手狭になったこともあり、現在は郊外の角間町（角間キャンパス）に移転している。

### 年表
- 1946年（昭和21年）6月3日 - 北陸総合大学設置期成同盟会が発足[3][4]。

- 1947年（昭和22年）
  - 11月4日 - 学制改革に伴い、北陸総合大学設立準備委員会に改組改称[3][4]。
  - 12月6日 - 金沢城跡の敷地が建設地に確定[3][4]。
- 1948年（昭和23年）5月14日 - 設立準備委員会が、新設大学の名称を「金沢大学」と決定[3][5]。
- 1949年（昭和24年）5月31日 - 金沢医科大学、第四高等学校、金沢高等師範学校、金沢工業専門学校、石川師範学校、石川青年師範学校を母体に金沢大学が発足。法文学部、教育学部、理学部、医学部、薬学部、工学部の6学部を設置[6]。
- 1950年（昭和25年）3月28日 - 金沢城跡が金沢大学に移管される[3][7]。
- 1953年（昭和28年）- 金沢城内への移転が完了[3]。
- 1954年（昭和29年）4月1日 - 工学部工業教員養成課程、工学部工学専攻科、薬学部薬学専攻科、理学部理学専攻科を設置[3][8]。
- 1955年（昭和30年）7月1日 - 大学院を設置し、医学研究科博士課程を設置[3][8]。
- 1956年（昭和31年）4月15日 - 医学部附属診療エックス線技師学校が開校[3][9]。
- 1959年（昭和34年）5月29日 - 開学10周年記念事業として校歌を制定[3][10]。
- 1961年（昭和36年）4月1日 - 医学部附属癌研究施設を設置[3][11]。
- 1963年（昭和37年）4月1日 - 大学院理学研究科修士課程を設置[12][13]。
- 1964年（昭和38年）4月1日 - 大学院薬学研究科修士課程を設置。教育学部附属養護学校を設置[12][14]。
- 1966年（昭和41年）12月15日 - 城内整備事業が完了[12][15]。
- 1967年（昭和42年）6月1日 - 結核研究所と医学部附属癌研究施設を統合し、がん研究所を設置[12][16]。
- 1971年（昭和46年）4月1日 - 大学院法学研究科修士課程を設置[12][17]。
- 1972年（昭和47年）4月1日 - 大学院文学研究科修士課程を設置[12][18]。
- 1974年（昭和49年）- 医療技術短期大学部を置く。
- 1975年（昭和50年）4月1日 - 理学部に低レベル放射能実験施設を設置[12][19]。
- 1976年（昭和51年）4月1日 - 大学教育開放センターを設置[12][20]。
- 1979年（昭和54年）11月30日 - 評議会で、総合移転の方針を決定[12][21][22]。
- 1980年（昭和55年）
  - 4月1日 - 法文学部が文学部、法学部、経済学部に分離改組[23]。
  - 11月17日 - 評議会が移転先を角間地区に決定[12][23]。
- 1982年（昭和56年）4月1日 - 大学院教育学研究科修士課程を設置[24][25]。
- 1984年（昭和57年）4月1日 - 大学院経済学研究科修士課程を設置[24][26]。
- 1985年（昭和58年）4月5日 - 大学院薬学研究科博士課程生命科学専攻を設置[24][27]。
- 1987年（昭和62年）4月1日 - 大学院自然科学研究科博士課程を設置[24][28]。
- 1989年（平成元年）8月14日 - 8月31日 - 文学部、法学部、経済学部が角間地区に移転[29]。
- 1990年（平成2年）
  - 4月1日 - 留学生教育センターを設置[24][29]。
  - 6月7日 - 総合情報処理センターを設置[24][29]。
- 1991年（平成3年）4月11日 - 教育学部附属教育実践研究指導センターを設置[24][30]。
- 1992年（平成4年）9月 - 教育学部と理学部が角間地区に移転[31]。
- 1993年（平成5年）
  - 4月1日 - 大学院社会環境科学研究科博士後期課程を設置[24][31]。
  - 9月 - 教養部が角間地区に移転[24][32]。
- 1995年（平成7年）
  - 5月31日 - 角間キャンパス総合移転第一期事業が完成[33]。
  - 10月1日 - 金沢大学医療技術短期大学部を廃止し、医学部保健学科を設置[24][33]。
  - 10月31日 - 医学部保健学科を設置[33]
  - 12月9日 - 附属幼稚園・小学校・中学校の新校舎完成式典を挙行[34]。
- 1996年（平成8年）
  - 4月1日 - 教養部を廃止し、教養教育機構を設置[34]。
  - 5月11日 - 外国語教育研究センターを設置[24][34]。
- 1997年（平成9年）4月1日 - 大学院理学研究科・工学研究科・薬学研究科を自然科学研究科に統合[35][36]。
- 2000年（平成12年）4月1日 - 大学院医学系研究科保健学専攻修士課程を設置。大学院医学研究科を大学院医学系研究科に改称[35][37]。
- 2001年（平成13年）- 医学部附属病院新病棟が完成・移転[35]。
- 2003年（平成15年）- 学際科学実験センター、総合メディア基盤センター、大学教育開発・支援センターを設置[35]。
- 2004年（平成16年）- 国立大学法人金沢大学が設立。法科大学院開設[35]。
- 2005年（平成17年）- 薬学部と工学部が角間地区に移転。
- 2006年（平成18年）- 薬学部薬学科を6年制に移行（総合薬学科廃止）、4年制学科の創薬科学科を設置。大学院社会環境研究科博士課程、文学・法学・経済学各研究科修士課程を再編統合し、人間社会環境研究科を設置[35]。
- 2007年（平成19年）- 附属高等学校の全面改修工事が完了。フロンティアサイエンス機構、子供のこころの発達研究センターを設置[35]。
- 2008年（平成20年）- 全8学部を3学域16学類に改組。アカンサス・スカラシップ制度 (成績優秀者に対する金沢大学独自の給付型奨学金制度)の実施。イノベーション創生センターを設置[35]。
- 2009年（平成21年）- 大学院教育学研究科修士課程の各専攻を再編統合し、教育実践高度化専攻を設置[35]。
- 2010年（平成22年）- アカンサス・スカラシップ制度廃止。がん研究所が角間キャンパスに移転[35]。
- 2011年（平成23年）- がん研究所をがん進展制御研究所に改称[35]。
- 2012年（平成24年）- 創基150年。フロンティアサイエンス機構とイノベーション創生センターを統合し、先端科学・イノベーション推進機構に改組。大学院医学系研究科を大学院医薬保健学総合研究科に改組[35]。
- 2016年（平成28年）
  - 2学期制から4学期制に移行。
  - 4月 - 大学院教職実践研究科、大学院先進予防医学研究科を設置[38][39][40]。
- 2018年（平成30年）
  - 大雪により3044日ぶりに休講を発表。
  - 4月 - 大学院新学術創成研究科を設置[38][41]。
- 2021年（令和3年）- 融合学域を設置。医薬保健学域に医薬科学類を設置。
- 2022年（令和4年）
  - 融合学域に観光デザイン学類を設置。
  - 未来創成教育環、統合創成研究環を創設[38]。
- 2023年（令和5年）- 融合学域にスマート創成科学類を設置。
- 2024年（令和6年）
  - 1月1日 - 令和6年能登半島地震により能登地域に所在する施設を中心に被災[42]。
  - 1月27日・28日 - 能登半島地震によって受験できなかった受験生への救済措置として、令和6年度大学入学共通テストの追試験場となる[43]。
  - 1月30日 - 能登半島地震からの復旧・復興を推進するため、「能登里山里海未来創造センター」を設立[44]。
- 2025年（令和7年）4月1日 - 全学横断型の教育組織である「全学教育・国際共修機構」を創設[45]。

### 北陸帝国大学構想
金沢市に北陸帝国大学を設置することは多年にわたる要望であり、明治末以来幾度か帝国議会に建議案が提出され可決されてはいるが、いずれも実現には至らなかった。
1911年（明治44年）1月31日、第27回帝国議会に『北陸帝国大学設立に関する建議案』が戸水寛人らによって提出された。東京、京都、東北、九州に次ぐ北陸帝国大学の設立を望む建議である。建議案は2月4日，議長指名の特別委員9名に付託される。2月6日の「北陸帝国大学設立に関する建議委員会議録」では、戸水は、現在4つの帝大があるが、大学の絶対数が少ない点とその分布状況から北陸に帝大が必要であることを指摘する。これに対し文部大臣小松原英太郎は今は必要がないと回答する。こういった審議のあと委員会では、特に反対意見がないということで「全会一致を以て可決」となる。2月18日には、全会一致で可決したとの委員長報告があり、その報告の通り本会での可決となる。第27回帝国議会の会期中、提出された建議案は80件、うち65件が可決されている。当時の議会では「可決」即ち「実施」ではなかったようである。
1947年（昭和22年）12月4日付『東京新聞』に「官立大学高専の地方移譲、審議を急ぎ近く実現」「旧帝大など十大学は官立に」との見出しで地方移譲構想が報道された。当時の日本は太平洋戦争敗戦で、連合国軍占領下にあった。この構想は連合国軍最高司令官総司令部 (GHQ) 民間情報教育局の提案によるもので、7校の旧帝国大学に北陸・中国・四国の3校の総合大学を加えて、10校を国立総合大学とし、残りの官立高等教育機関を全て地方に移譲するという内容であった。
この構想では，中国・四国地方に加えて、旧帝国大学に準ずる総合大学が金沢に設置される可能性があったことになる。しかし、各地方の教育委員会の水準が大学維持にまで達しない、地方の政治的利権が絡むと大学の自由と自治が損なわれるおそれがある等の理由から（教育刷新委員会第五十回総会、1947年（昭和22年）12月26日）、翌1948年（昭和23年）1月末には地方移譲案は立ち消えとなった。
旧帝大型の国立総合大学設置を目指した運動は、この時期、石川県の他、岡山県、広島県、新潟県等でも展開された。

## 基礎データ

### 所在地
（出典：）
- 角間キャンパス（石川県金沢市角間町）
- 宝町キャンパス（石川県金沢市宝町）
- 鶴間キャンパス（石川県金沢市小立野）
- 平和町地区（石川県金沢市平和町）
- 東兼六地区（石川県金沢市東兼六町）
- 辰口地区（石川県能美市）
- 小木地区（石川県鳳珠郡能登町）
- 越坂地区（石川県河北郡津幡町）
- つつじが浜地区（石川県七尾市）
- 金沢大学サテライト・プラザ（石川県金沢市西町）
- 金沢大学東京事務所（東京都中央区日本橋室町）[48]

### 象徴
- スクールカラーとしてなす紺を使用している。RGBでは (28,50,77)。
- 校章は「大学」の文字の上下左右にアカンサス（ハアザミ）の葉を配したもの。
- 学内のeラーニングシステムであるアカンサスポータルのイメージキャラクターとしてあざみがいる。
- 小説やドラマでは「能登大学」「石川大学」という架空の名義で換喩されることもある[注釈 3]。

## 教育および研究

### 組織

#### 2008年度入学者からの学域・学類構成
（出典：）
- 人間社会学域
  - 人文学類
    - 2020年度入学者から[50]
      - 心理学プログラム
      - 現代社会・人間学プログラム
      - 考古学・文化資源学プログラム
      - 歴史学プログラム
      - 日本・中国言語文化学プログラム
      - 欧州言語文化学プログラム
      - 言語科学プログラム

    - 2019年度入学者まで[51]
      - 心理学コース[注釈 4]
      - 人間科学コース[注釈 5]
      - フィールド文化学コース[注釈 6]
      - 歴史文化学コース[注釈 7]
      - 言語文化学コース[注釈 8]
        - 注：コース所属は2年次から

  - 法学類[52]
    - 公共法政策コース
    - 企業関係法コース
    - 総合法学コース
      - 注：コース所属は3年次から

  - 経済学類
    - 2018年度入学生以降[53]
      - エコノミクスコース
      - グローバル・マネジメントコース
注：コース所属は2年次から

    - 2017年度入学生まで
      - 経済論理・経済政策コース
      - 経営・情報コース
      - 比較社会経済コース
注：コース所属は3年次から

  - 学校教育学類
    - 2022年度入学生以降[54]
      - 共同教員養成課程

    - 2021年度入学生まで[55]
      - 教育科学コース
        - 教育基礎専修
        - 特別支援教育専修

      - 教科教育学コース
        - 国語教育専修
        - 社会科教育専修
        - 数学教育専修
        - 理科教育専修
        - 音楽教育専修
        - 美術教育専修
        - 保健体育専修
        - 家政教育専修
        - 英語教育専修
          - 注：コース・専修所属は2年次から

  - 地域創造学類[56]
    - 2022年度入学生から
      - 人と自然の共生プログラム
      - 地域協働プログラム
      - 共生社会プログラム
      - 公共政策プログラム
      - 地域マネジメントプログラム

    - 2021年度入学者まで
      - 福祉マネジメントコース
      - 環境共生コース
      - 地域プランニングコース
      - 観光学・文化継承コース（2018年度入学生以降）[注釈 9]
      - 健康スポーツコース（2017年度入学生まで）
        - 注：コース所属は2年次から

  - 国際学類
    - 2022年度入学生から[57]
      - 国際関係・国際協力系
        - 国際政治プログラム／国際政治Eプログラム
        - 国際経済プログラム／国際政治Eプログラム

      - 地域研究系
        - 英語圏研究プログラム／英語圏研究Eプログラム
        - ヨーロッパ圏研究プログラム
        - アジア・日本研究プログラム

      - インクルーシブ社会構築系
        - グローバルDEIプログラム
        - 日本語教育プログラム

    - 2021年度入学生まで[58]
      - 国際社会コース
      - 日本・日本語教育コース
      - アジアコース
      - 米英コース
      - ヨーロッパコース
        - 注：コース所属は2年次から
- 理工学域
  - 数物科学類
    - 2021年度入学者から[59]
      - 数学発展プログラム
      - 応用数理発展プログラム
      - 計算科学発展プログラム
      - 物理学発展プログラム

    - 2020年度入学者まで[60]
      - 数学コース
      - 物理学コース
      - 計算科学コース
        - 計算数理プログラム
        - 計算実験プログラム
        - 注：コース所属は2年次から

  - 物質化学類
    - 2021年度入学生から[61]
      - コアプログラム
        - 先端化学コアプログラム
        - 応用化学コアプログラム

      - アドバンストプログラム
        - 先端解析化学プログラム
        - 分子創成化学プログラム
        - ナノ超分子化学プログラム
        - 創エネルギー化学プログラム
        - グリーン・サステイナブルケミストリープログラム
        - マテリアルサイエンスプログラム

    - 2020年度入学生まで[62]
      - 化学コース
      - 応用化学コース
      - 注：コース所属は2年次から

  - 機械工学類
    - 2018年度入学生から[63]
      - 機械創造コース
      - 機械数理コース
      - エネルギー機械コース

    - 2017年度入学生まで
      - 機械システムコース
      - 知能機械コース
      - 人間機械コース
      - エネルギー環境コース
注：コース所属は2年次から

  - フロンティア工学類（2018年度に設置）[64]
    - 知能ロボティクスプログラム
    - バイオメカトロニクスプログラム
    - マテリアルデザインプログラム
    - 計測制御システムデザインプログラム
    - ヒューマン・エコシステムプログラム
    - ナノセンシングプログラム

  - 電子情報通信学類（2018年度に設置）[65]
    - 電気電子コース
    - 情報通信コース

  - 地球社会基盤学類（2018年度に設置）[66]
    - 地球惑星科学コース
    - 土木防災コース
    - 環境都市コース

  - 生命理工学類（2018年度に設置）[67]
    - 生物科学コース（2022年度に生命システムコースから名称変更）
    - 海洋生物資源コース
    - バイオ工学コース

  - 電子情報学類（2018年度に募集停止）
    - 電気電子コース
    - 情報システムコース
    - 生命情報コース
      - 注：コース所属は2年次から

  - 環境デザイン学類（2018年度に募集停止）
    - 土木建設コース
    - 環境・防災コース
    - 都市デザインコース
      - 注：コース所属は3年次から

  - 自然システム学類（2018年度に募集停止）
    - 生物学コース
    - バイオ工学コース
    - 物質循環工学コース
    - 地球学コース
      - 注：コース所属は2年次から
- 医薬保健学域
  - 医学類（6年制）
  - 薬学類（6年制）
  - 医薬科学類（2021年度に設置）[68]
    - 生命医科学コース
    - 創薬科学コース

  - 保健学類[69]
    - 看護学専攻
    - 放射線技術科学専攻
    - 検査技術科学専攻
    - 理学療法専攻
    - 作業療法専攻

  - 創薬科学類（2021年度に募集停止）
- 融合学域
  - 先導学類（2021年度に設置）[70]
    - 社会循環コアエリア
    - 世界共創コアエリア
    - 科学創発コアエリア

  - 観光デザイン学類（2022年度に設置）[71]
    - 共感デザインコアエリア
    - 関係デザインコアエリア
    - 共創デザインコアエリア

  - スマート創成科学類（2023年度に設置）[72]
    - スマートライフコアエリア
    - スマート産業コアエリア
    - スマート社会コアエリア

#### 2007年度入学者までの学部
- 文学部
- 法学部
- 経済学部
- 教育学部
- 理学部
- 医学部
- 薬学部
- 工学部

#### 大学院
（出典：）
- 人間社会環境研究科
  - 博士前期課程
    - 人文学専攻[74]
      - 学際総合型プログラム
認知科学、比較環境倫理学、ヨーロッパ・東アジア文化圏史、比較文学、ジェンダー学、文化資源学
      - 専門深化型プログラム
哲学、心理学、社会学、地理学、日本史学、東洋史学、西洋史学、考古学、日本語学日本文学、中国語学中国文学、英語学英米文学、ドイツ語学ドイツ文学、フランス語学フランス文学、言語学、文化遺産学、比較文化学、文化人類学
      - 公認心理士養成プログラム（2022年度に設置）

    - 法学・政治学専攻（2020年度に募集停止、法学研究科法学・政治学専攻に改組）[75]
      - 基礎法学プログラム
      - 公法学・社会法学プログラム
      - 民事法学プログラム
      - 政治学プログラム

    - 経済学専攻[76]
      - 経済理論・政策コース
      - 国際社会・経済コース
      - 経営情報コース

    - 地域創造学専攻[77]
      - 地域創造学コース
      - 教育支援開発学コース

    - 国際学専攻[78]
      - 国際関係・地域研究コース
      - 日本語教育・日本文化研究コース

  - 博士後期課程
    - 人間社会環境学専攻
      - 人文学コース[79]
      - 法学・政治学コース[80]
      - 社会経済学コース[81]

    - 2013年度入学生以前
      - 人間文化環境論コース
      - 比較社会制御論コース
      - 比較政治経済論コース
      - 共生社会環境論コース
- 自然科学研究科
  - 博士前期課程
    - 数物科学専攻[注釈 10][82]
      - 数学コース[注釈 11]
      - 物理学コース[注釈 12]
      - 計算科学コース[注釈 13]

    - 物質化学専攻[注釈 14][83]
      - 化学コース[注釈 15]
      - 応用化学コース[注釈 16]

    - 機械科学専攻[注釈 17]
      - 2022年度以降[84]
        - 設計生産システムプログラム
        - 先端材料プログラム
        - 応用数理プログラム
        - プロセス革新プログラム

      - 2021年度入学生まで[85]
        - 機能機械コース[注釈 18]
        - 環境・人間機械コース[注釈 19]

    - フロンティア工学専攻（2022年度に設置）[86]
      - 知能機械プログラム
      - 人間機械共生プログラム
      - 化学工学プログラム
      - スマート計測制御プログラム

    - 電子情報通信学専攻（2022年度に設置）[87]
    - 地球社会基盤学専攻（2022年度に設置）[88]
      - 地球惑星科学コース
      - 社会基盤工学コース

    - 生命理工学専攻（2022年度に設置）[89]
      - 生物科学コース
      - バイオ工学コース

    - 電子情報科学専攻（2022年度に募集停止）[注釈 20]
    - 環境デザイン学専攻（2022年度に募集停止）[注釈 21]
    - 自然システム学専攻（2022年度に募集停止）[注釈 22]
      - 生命システムコース[注釈 23]
      - バイオ工学コース[注釈 24]
      - 化学工学コース[注釈 25]
      - 地球環境学コース[注釈 26]

  - 博士後期課程
    - 数物科学専攻[90]
    - 物質化学専攻[91]
    - 機械科学専攻[92]
    - 電子情報科学専攻[93]
    - 環境デザイン学専攻[94]
    - 自然システム学専攻[95]

- 医薬保健学総合研究科
  - 修士課程（2年制）[96]
    - 医科学専攻[注釈 27]

  - 医学博士課程[注釈 28]（4年制）[96]
    - 脳・神経医学領域
    - がん医学領域
    - 循環医学領域
    - 社会環境医学領域
    - 内科系医学領域
    - 外科系医学領域
    - 生殖・発達医学領域
    - 寄附講座

  - 薬学博士課程（4年）
    - 薬学専攻[注釈 29]

  - 博士前期課程（2年）
    - 創薬科学専攻[注釈 30]
    - 保健学専攻[注釈 31]
      - 看護科学領域
講座：臨床実践看護学[注釈 32]、健康発達看護学[注釈 33]
      - 医療科学領域
講座：量子医療技術学[注釈 34]、病態検査学[注釈 35]
      - リハビリテーション科学領域
講座：理学療法科学[注釈 36]、作業療法科学[注釈 37]

  - 博士後期課程（3年）
    - 創薬科学専攻[注釈 38]
    - 保健学専攻[注釈 39]
      - 看護科学領域
講座：臨床実践看護学[注釈 32]、健康発達看護学[注釈 40]
      - 医療科学領域
講座：量子医療技術学[注釈 34]、病態検査学[注釈 35]
      - リハビリテーション科学領域
講座：理学療法科学[注釈 36]、作業療法科学[注釈 37]
- 教職実践研究科（専門職学位課程、教職大学院。2016年度に設置）
  - 教職実践高度化専攻[97]
    - 探求教育領域
    - 共生教育領域
- 教育学研究科（修士課程。2016年度に募集停止）
  - 教育学研究科教育実践高度化専攻
    - 教育臨床コース
    - カリキュラム研究コース
    - 特別支援教育コース
- 法学研究科（2020年度に設置）
  - 法学・政治学専攻（修士課程）[98]
    - 高度専門職コース
    - 研究コース

  - 法務専攻（専門職学位課程、法科大学院）[99]
    - 標準コース
    - 短縮コース
- 法務研究科（専門職学位課程、法科大学院。2020年度に募集停止、法学研究科法務専攻に改組）
- 先進予防医学研究科（2016年度に設置）
  - 先進予防医学共同専攻（千葉大学、長崎大学との共同大学院。4年制博士後期課程のみ）[100]
    - 生体システム領域
    - 代謝領域
    - 高次機能領域
    - 微生物・環境領域
    - 寄附講座
- 新学術創成研究科（2018年度に設置）
  - 融合科学共同専攻（北陸先端科学技術大学院大学との共同大学院）
  - ナノ生命科学専攻（2020年度に設置）
- 連合小児発達学研究科 金沢校（大阪大学、浜松医科大学、千葉大学、福井大学との連合大学院。博士後期課程3年のみ）
  - こころの相互認知科学講座
    - 社会認知生物学研究領域
    - コミュニケーション支援学研究領域
    - 高次脳機能学研究領域
    - 協調運動障害学研究領域
    - 社会神経科学研究領域

#### 専攻科
- 特殊教育特別専攻科（2008年度より廃止）

#### 別科
- 養護教諭特別別科

#### 研究域 (教員組織)
（出典：）
- 人間社会研究域
人文学系、法学系、経済学経営学系、学校教育系、地域創造学系、国際学系、グローバル文化・社会研究センター
- 理工研究域
数物科学系、物質化学系、機械工学系、フロンティア工学系、電子情報通信学系、地球社会基盤学系、生命理工学系、先端宇宙理工学研究センター
- 医薬保健研究域
医学系、薬学系、保健学系、AIホスピタル・マクロシグナルダイナミクス研究開発センター、サピエンス進化医学研究センター
- 融合研究域
融合科学系

#### 附属機関
（出典：）

##### 附属病院
- 金沢大学附属病院

##### 国際基幹教育院
- 総合教育部
- GS教育系
- 外国語教育系

##### 全学教育・国際共修機構
- 国際共修部
- 国際共修部門
- 全学学生サポートセンター
- 高大接続コア・センター
- 数学マネジメントセンター
- 数理・データサイエンス・AI教育センター

##### 附置研究所等
- がん進展制御研究所（CRI）[注釈 41]
- ナノ生命科学研究所（WPI-NanoLSI）[注釈 42]
- ナノマテリアル研究所（NanoMaRi）
- 設計製造技術研究所（ATMI）
- 高度モビリティ研究所（AD-More）
- 古代文明・文化資源学研究所
- 先端観光科学研究所

##### 学内共同教育研究施設
- 学術メディア創成センター[注釈 43]（2021年に総合メディア基盤センターから改組[103]）
- 環日本海域環境研究センター[注釈 44]（旧称：自然計測応用研究センター）
  - 低レベル放射能実験施設
  - 尾小屋地下測定施設
  - 臨海実験施設
  - 植物園
- 疾患モデル総合研究センター[注釈 45]
  - 研究基盤支援施設
  - 実験動物研究施設
  - アイソトープ総合研究施設
  - アイソトープ理工系研究施設
  - 機器分析研究施設
- 子どものこころの発達研究センター[注釈 46]
- 先進予防医学研究センター
- 環境保全センター
- 未来知実証センター
- 国際日本研究教育センター
- 能登里山里海未来創造センター

##### 学内共同利用施設
- 極低温研究室
- 資料館
- 技術支援センター

##### その他附属施設
- 保健管理センター
- グローバル人材育成推進機構（O-GHRD）[104]
- 新学術創成研究機構（InFiniti）[104]
- 先端科学・社会創成推進機構（FSSI）[104]
  - インキュベーション施設
  - ベンチャー・ビジネス・ラボラトリー（VBL）
  - バイオマス・グリーンイノベーションセンター（BGIC）
- 国際機構
  - スーパーグローバルELPセンター
  - SDGsジオ・エコパーク研究センター
- ダイバーシティ推進機構
- 創立五十周年記念館「角間の里」
- 教職総合支援センター
- 国際交流会館
- 角間ゲストハウス
- 金沢大学サテライト・プラザ
- 能美学舎
- 東京事務所
- 医薬保健学域薬学類附属薬用植物園
- 理工学域能登海洋水産センター（石川県能登町）[注釈 47]

##### 附属図書館
金沢大学附属図書館（かなざわだいがくふぞくとしょかん）は、石川県金沢市にある大学図書館。
金沢大学が運営管理する図書館には、中央図書館、自然科学系図書館、医学図書館、保健学類図書室がある。全館の蔵書数は1,932,498冊で、年間貸出数は86,771冊（2022年度統計）である。

###### 一覧
- 中央図書館

1989年（平成元年）9月に現在の中央図書館が開館。蔵書数1,253,988冊、年間貸出数51,387冊（2022年度統計）で金沢大学附属図書館の中で最も大きな規模となっている。
- 自然科学系図書館

2005年（平成17年）4月に開館。蔵書数370,390冊、年間貸出数23,423冊（2022年度統計）となっている。
- 医学図書館

1970年（昭和45年）6月に開館し、2013年（平成25年）3月にリニューアル開館。蔵書数139,527冊、年間貸出数5,024冊（2022年度統計）となっている。
- 保健学類図書室

2000年（平成12年）4月に現在の保健学類図書室が開館。蔵書数40,020冊、年間貸出数6,877冊（2022年度統計）となっている。

### 研究

#### 世界トップレベル国際研究拠点形成促進プログラム（WPIプログラム）
採択1件
- 2017年
  - ナノ生命科学研究所(WPI-NanoLSI)

#### 21世紀COEプログラム
採択2件
- 2002年
  - 学際・複合・新領域

環日本海域の環境計測と長期・短期変動予測（モニタリングネットワークの構築と人為的影響の評価）
- 2004年
  - 革新的な学術分野
発達・学習・記憶と障害の革新脳科学の創成

### 教育

#### 大学による地方創生人材育成教育プログラム構築事業
富山大学、信州大学と連携して、各地元で働く人材を育てる教育プログラム「ENGINE」を実施。

#### ナノ精密医学・理工学卓越大学院プログラム
文部科学省の「卓越大学院プログラム」に採択。大学院自然科学研究科、医薬保健学総合研究科、先進予防医学研究科、新学術創成研究科の入学者で博士後期課程への進学を希望する者の中から選抜し、博士号授与時の学位記に本プログラムの修了を付記。また、修了者には「NanoLSIアソシエイト」の称号を付与。

## 大学関係者と組織

### 大学関係者組織
- 全学同窓会は金沢大学学友会と称し、2011年（平成23年）11月5日に設立された[115][116]。

## 施設

### キャンパス
（出典：）

#### 角間キャンパス
- 使用学域
  - 北地区：人間社会学域
  - 中地区：理工学域

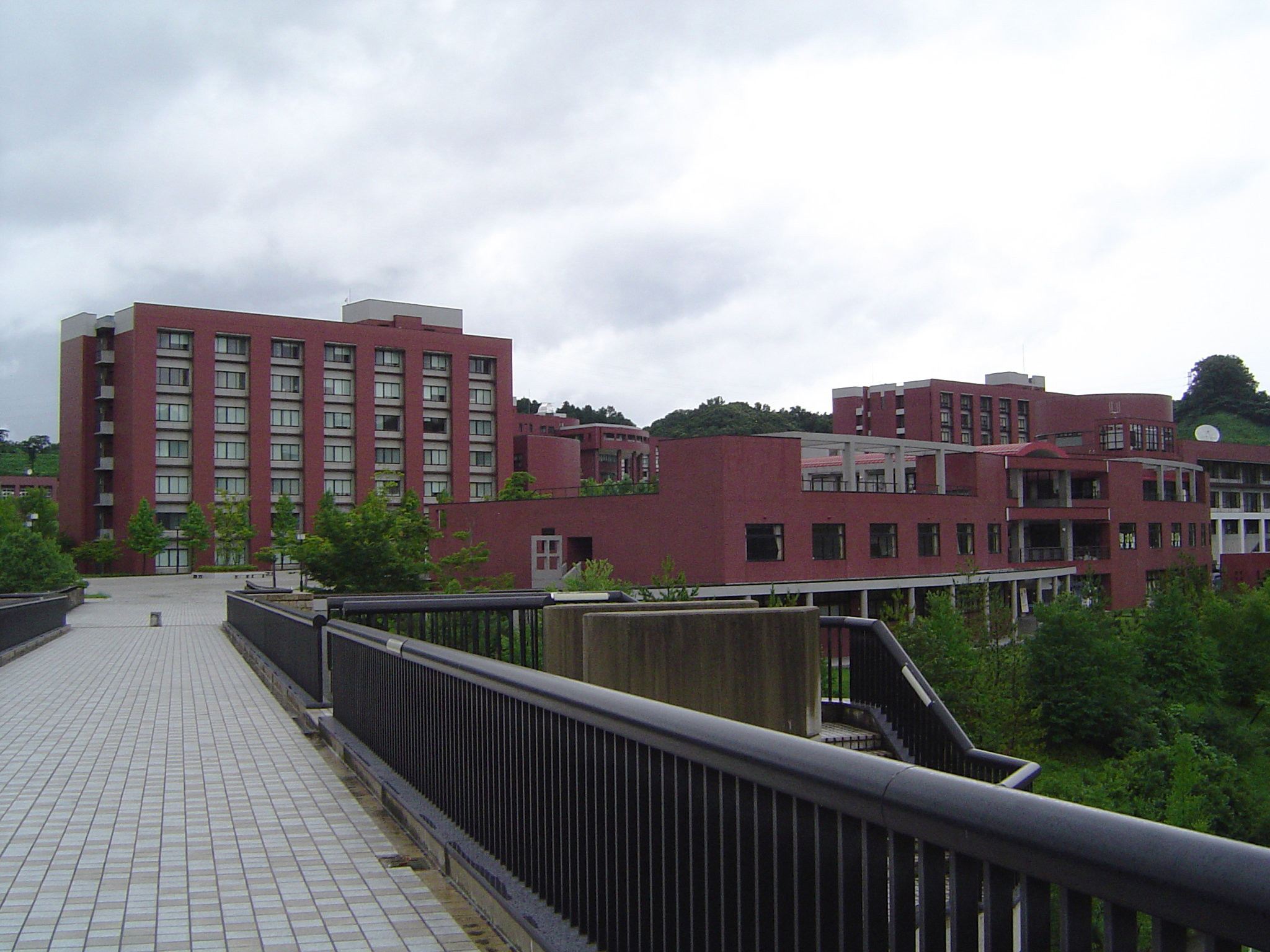
角間キャンパス北地区

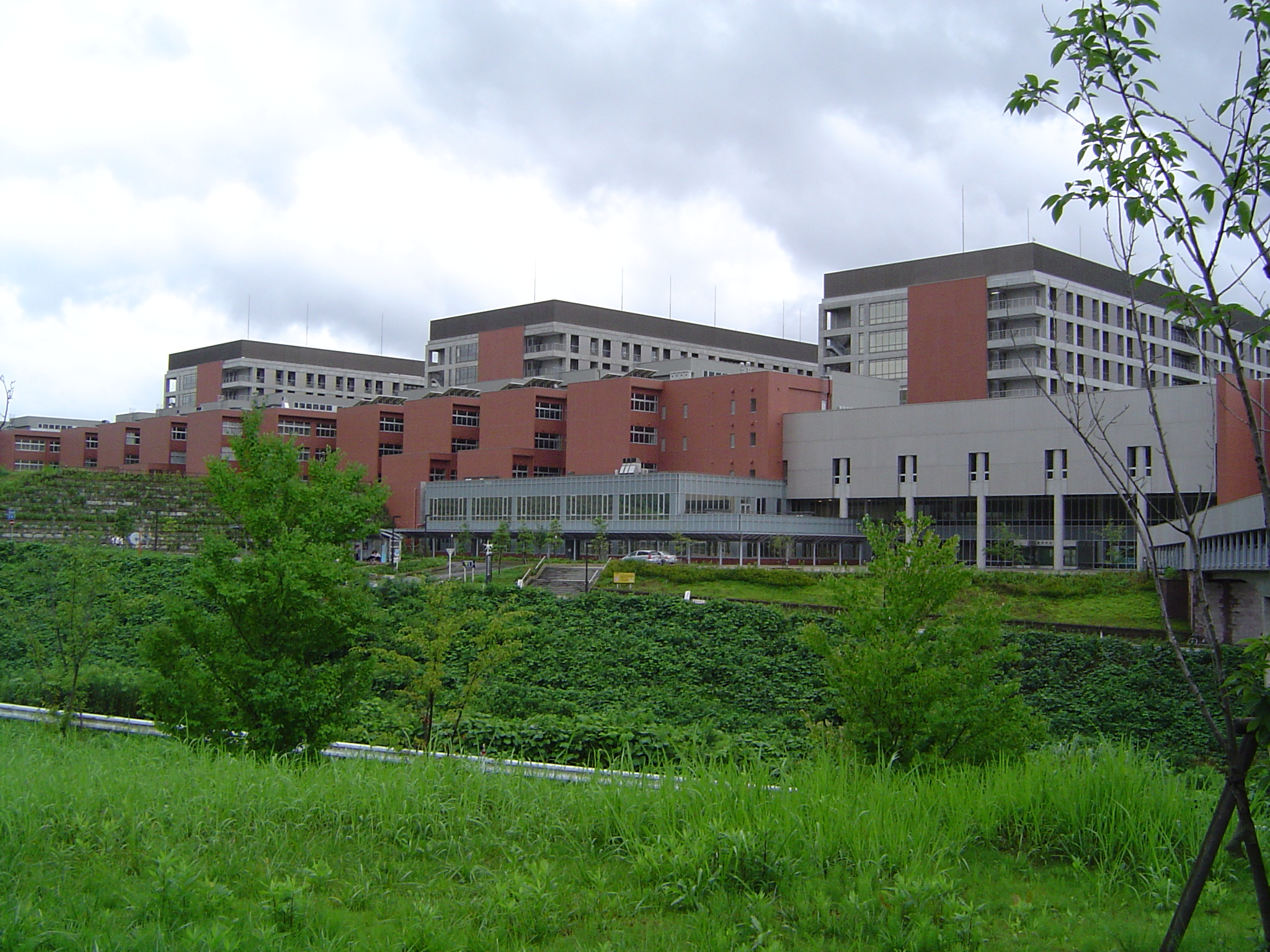
角間キャンパス南地区

  - 南地区：理工学域、医薬保健学域（薬学類・医薬科学類）、融合学域
- 使用研究科
  - 人間社会環境研究科、自然科学研究科、医薬保健学総合研究科（創薬化学専攻・薬学専攻）、新学術創成研究科、法学研究科、教職実践研究科
- 使用附属施設
  - 北地区：中央図書館・資料館、古代文明・文化資源学研究所、教職総合支援センター など
  - 中地区：保健管理センター、先端科学・社会共創推進機構、学術メディア創成センター、インキュベーション施設、極低温研究室、疾患モデル総合研究センター、アイソトープ理工系研究施設、スーパーグローバルELPセンター、国際交流会館 など
  - 南地区：自然科学系図書館、ナノマテリアル研究所、高度モビリティ研究所、がん進展制御研究所、環境保全センター、ナノ生命科学研究所、ベンチャー・ビジネス・ラボラトリー、環日本海域環境研究センター、設計製造技術研究所、技術支援センター、バイオマス・グリーンイノベーションセンター、薬学類附属薬用植物園 など

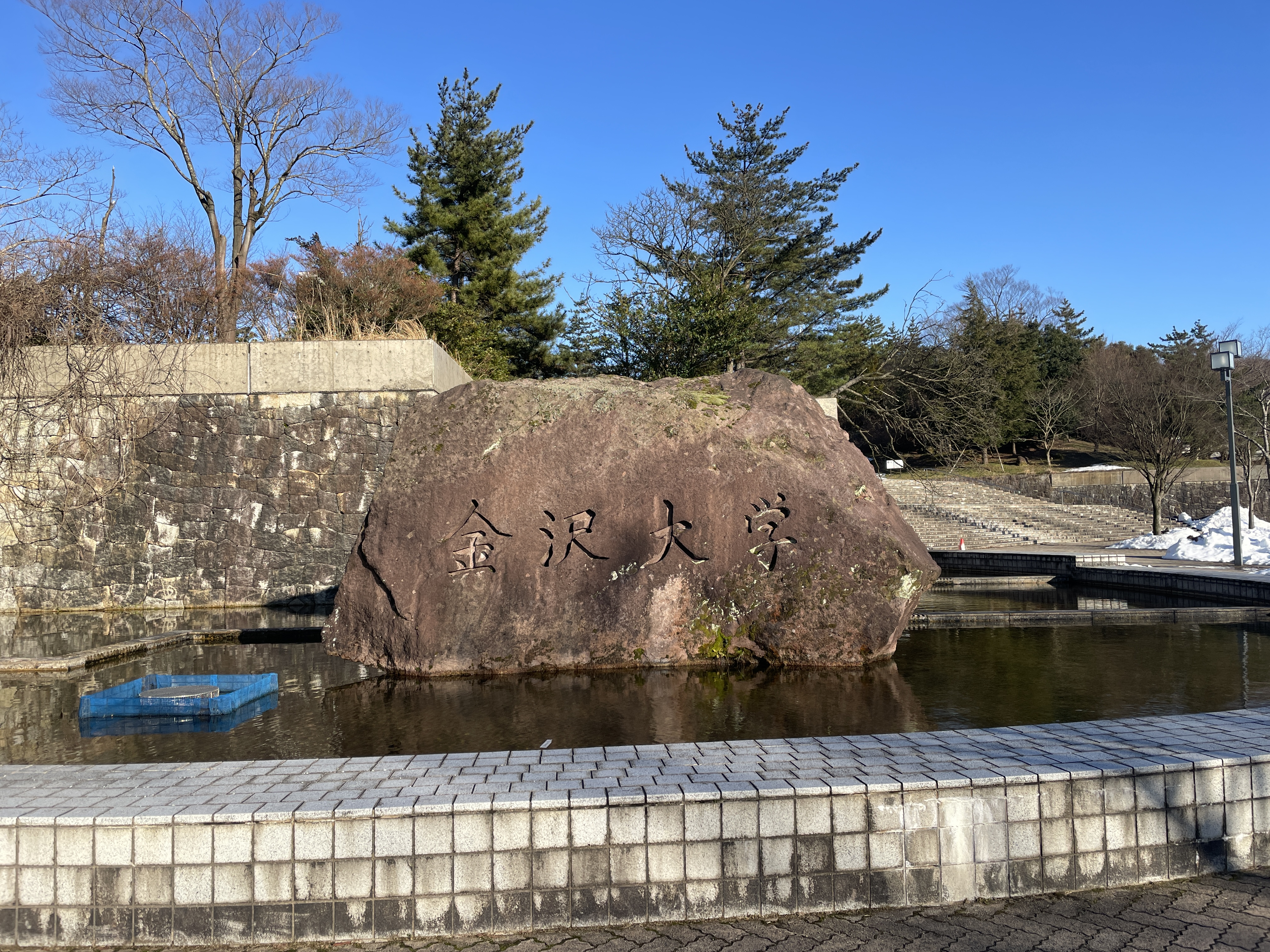
金沢大学標石（2024年2月）
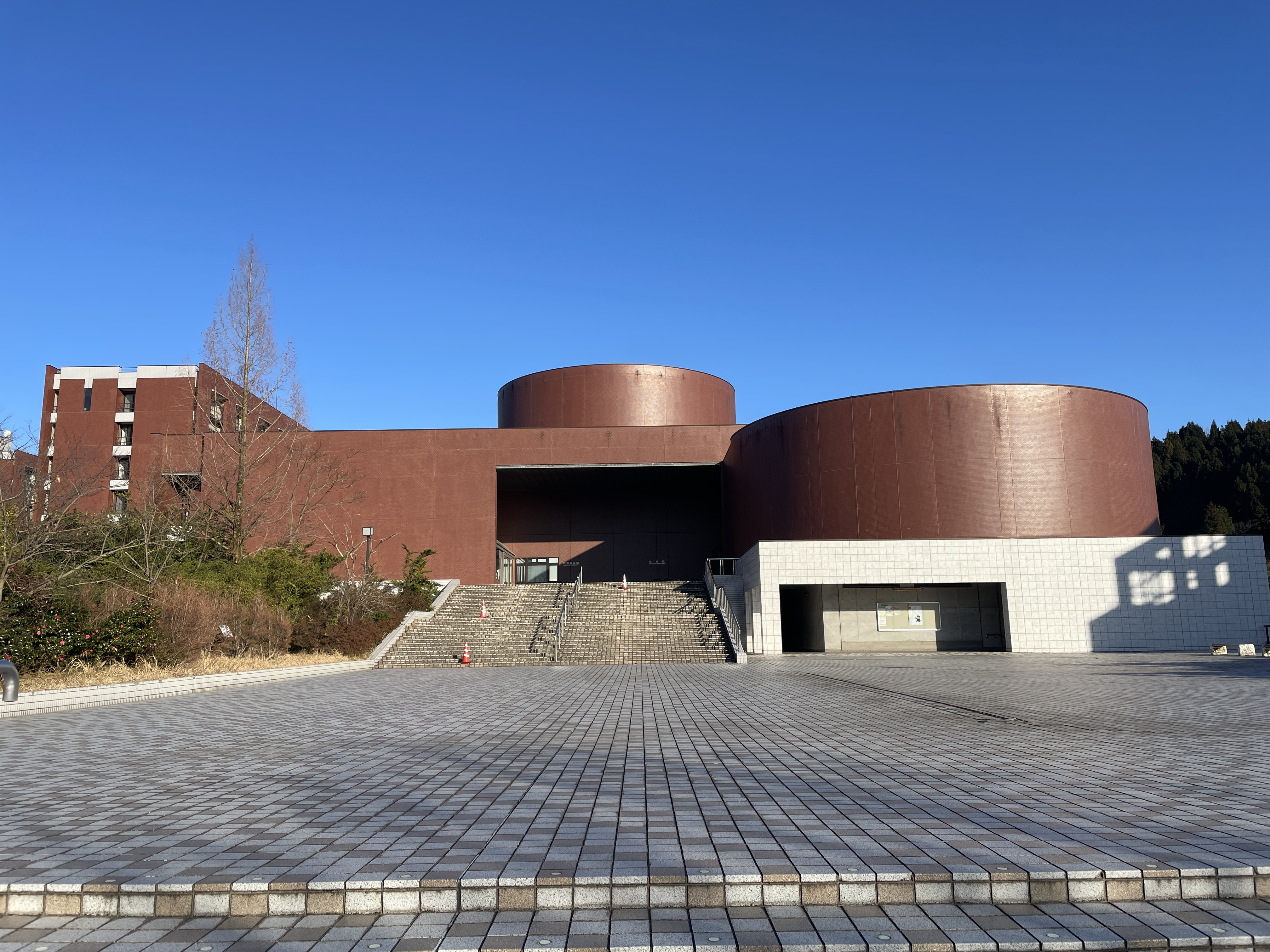
金沢大学附属図書館・中央図書館（北地区、2024年2月）
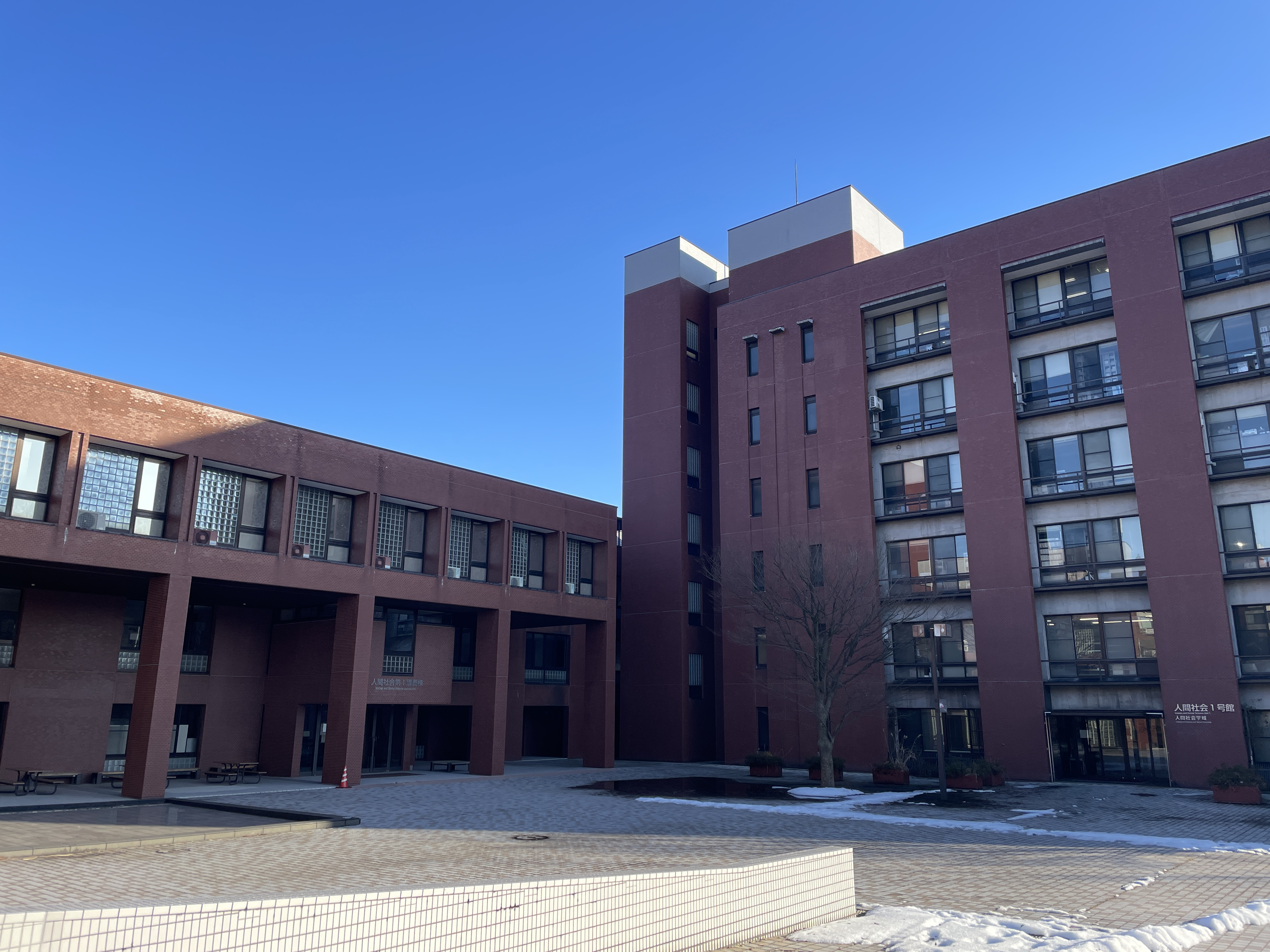
人間社会第1講義棟・人間社会1号館（北地区、2024年2月）
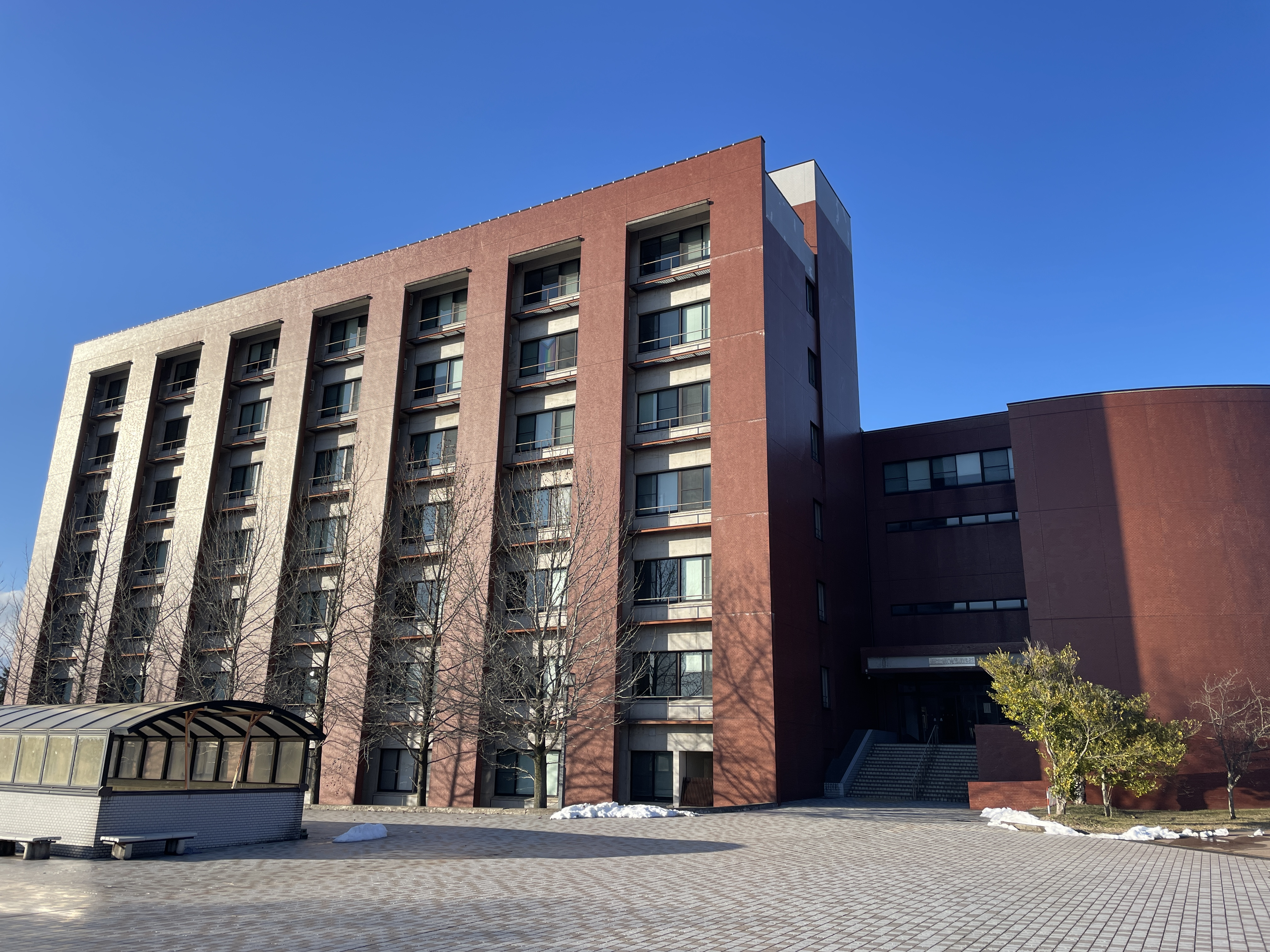
総合教育講義棟（北地区、2024年2月）
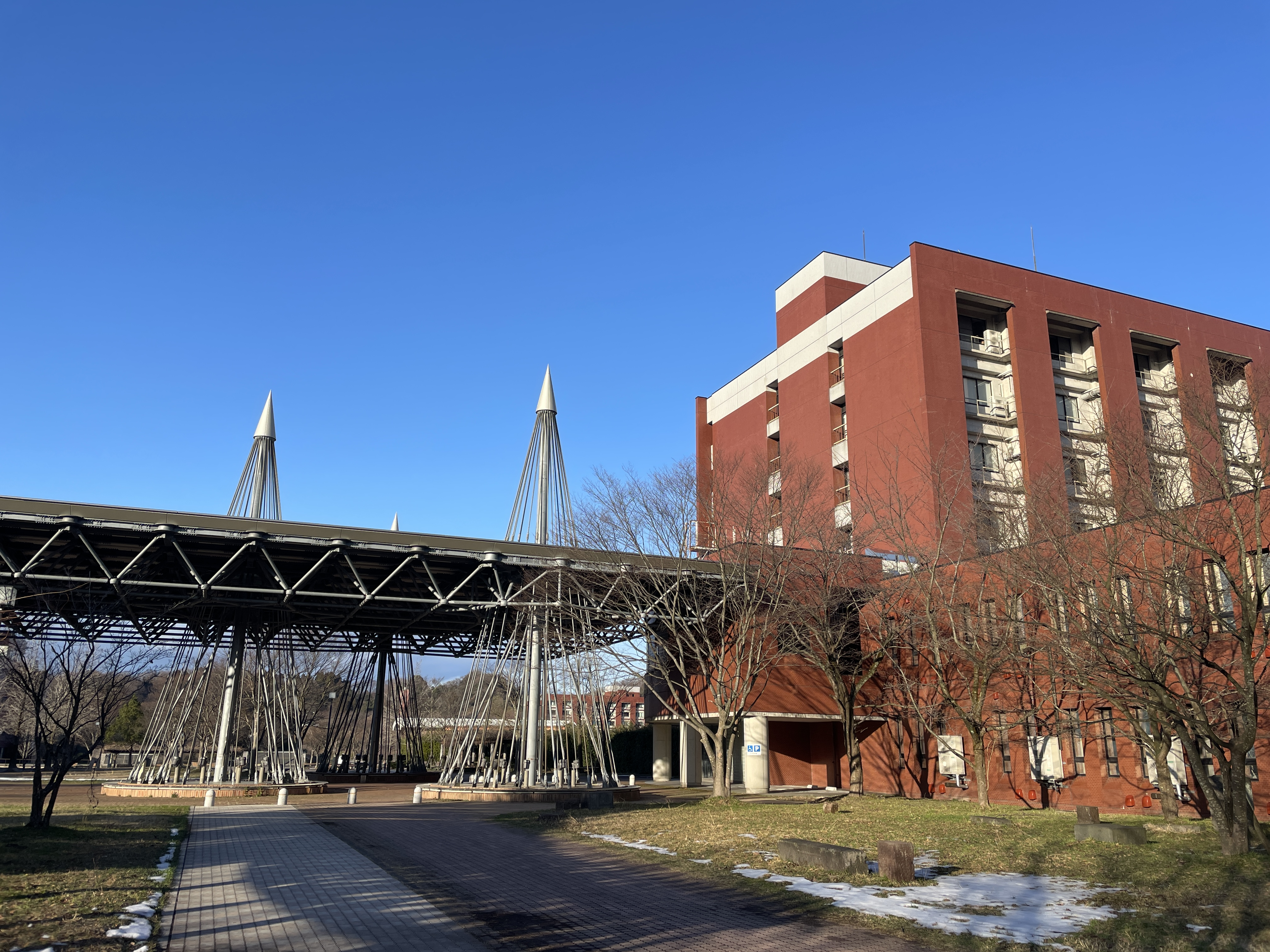
自然科学5号館（中地区、2024年2月）
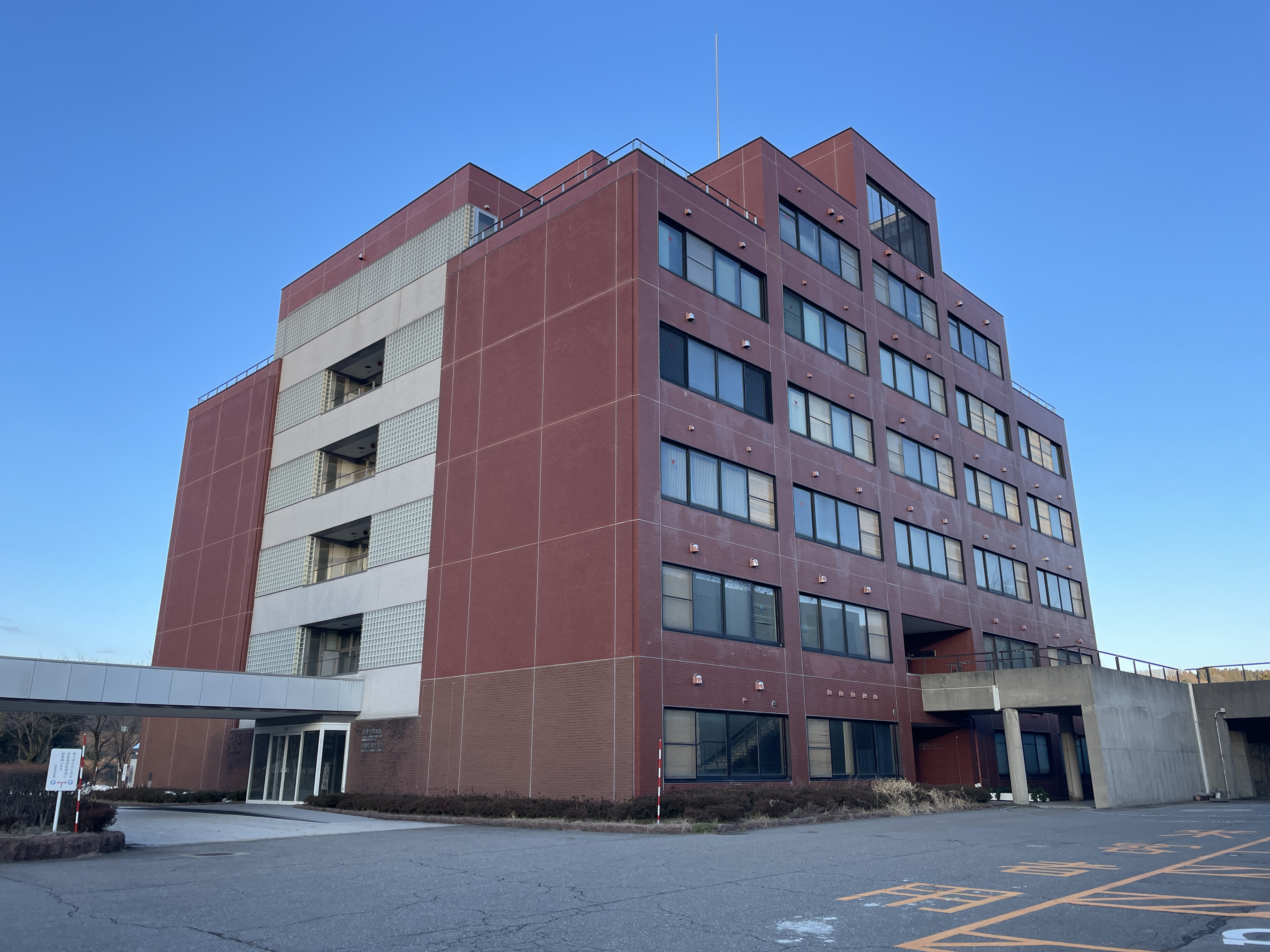
本部棟（中地区、2024年2月）
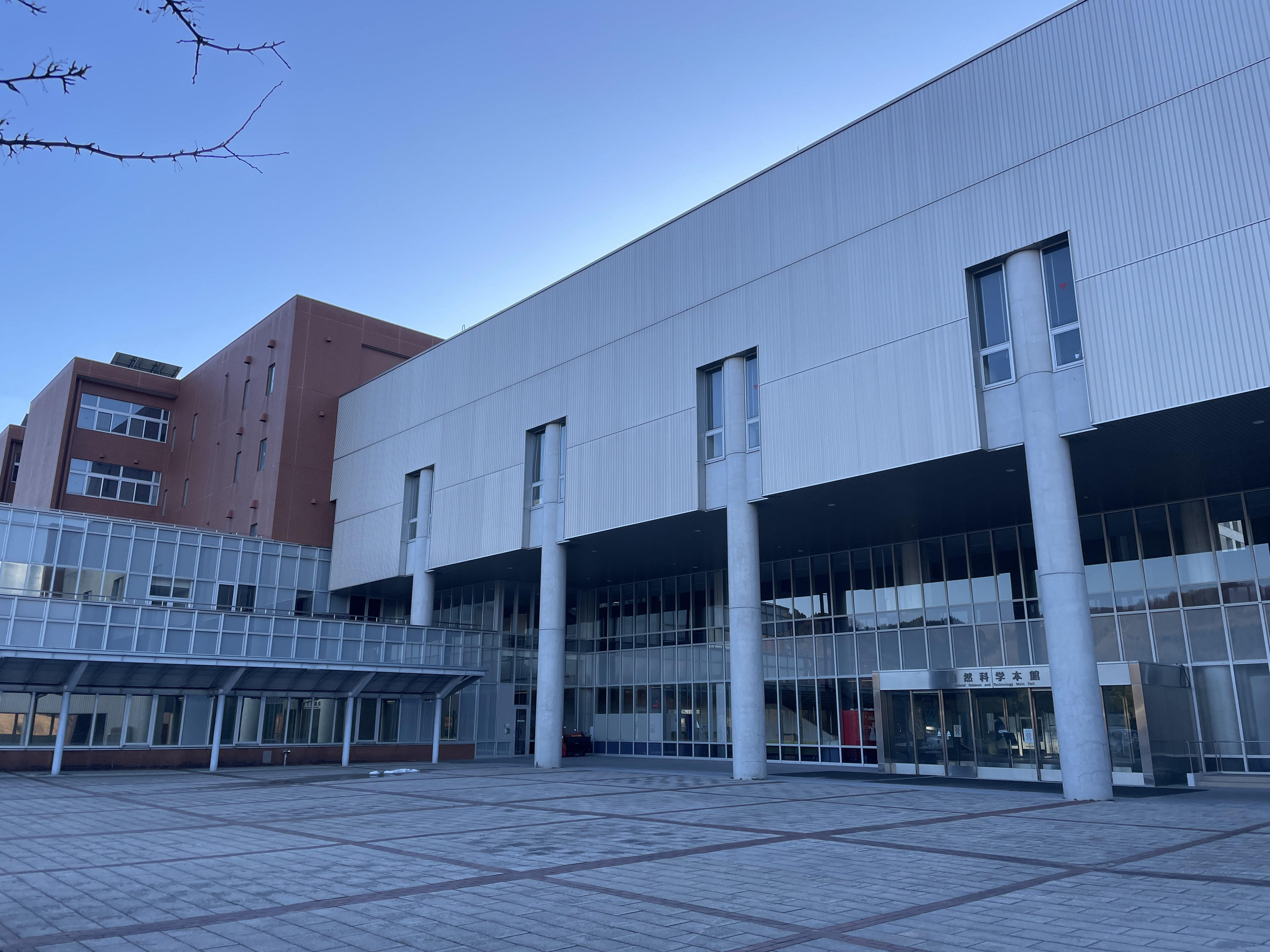
自然科学本館入口（南地区、2024年2月）
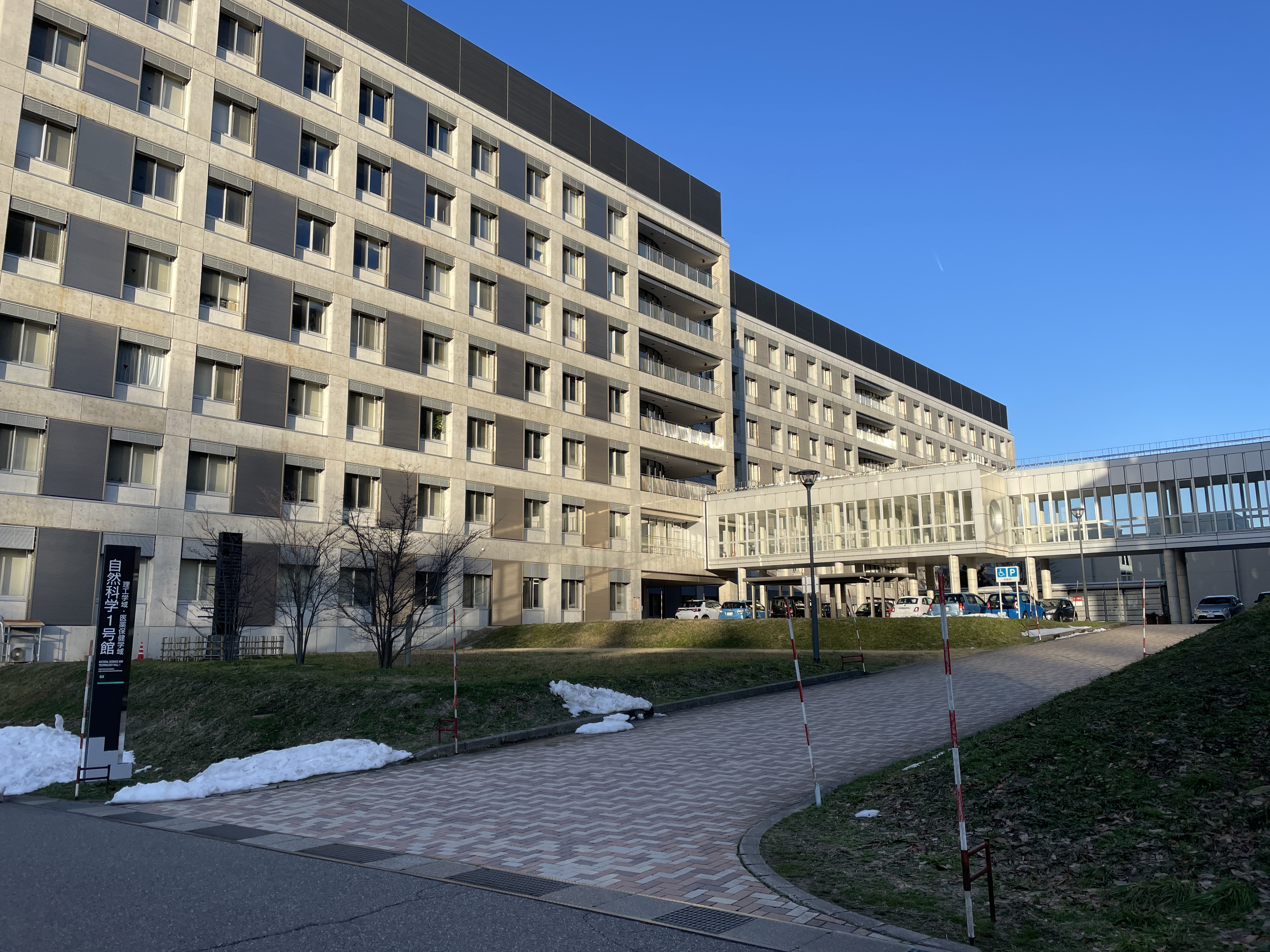
自然科学1号館（南地区、2024年2月）

- 交通アクセス：金沢駅から北鉄バス金沢大学線で金沢大学自然研前、金沢大学中央、金沢大学バス停下車[118]。また、富山県南砺市から加越能バス南砺〜金沢線で金沢大学中央バス停下車[注釈 48]。
  - 角間キャンパスは金沢市南東部の郊外の山中に位置しており、路線バス利用の場合、JR金沢駅から約40分、市内中心部からでも約30分を所要する。車による通学が認められているのは大学までの直通路線バスがない地域に居住する学生のほか、障害を持つ学生、研究上の必要がある学生などに限られる。
  - 文系学部および旧理学部の校舎は、第四高等学校の校舎に使われていたレンガ色をイメージしている。
  - 総合移転に伴い、門前町の杜の里が開発されており、学生で連日賑わっている。
  - キャンパス内に残る里山ゾーンを活用した角間の里山自然学校が開設され、大学の教育研究活動のみならず、地域住民の様々な学習活動が行われている。
  - また、麻枝准原作、P.A.works制作のテレビアニメ『Angel Beats!』の舞台でもある。

#### 宝町キャンパス
- 使用学域：医薬保健学域（医学類・医薬科学類）
- 使用研究科：医薬保健学総合研究科（医科学専攻・医学専攻）、先進予防医学研究科
- 使用附属施設：附属病院、医学図書館、疾患モデル総合研究センター、子どものこころの発達研究センター、先進予防医学研究センター
- 交通アクセス：金沢駅から北鉄バス錦町B線ほかで小立野バス停下車徒歩5分[118]。
- イベント：2006年度から医学展が再開された。

#### 鶴間キャンパス
- 使用学域：医薬保健学域（保健学類）
- 使用研究科：医薬保健学総合研究科（保健学専攻）
- 交通アクセス：金沢駅から北鉄バス錦町B線ほかで小立野バス停下車徒歩5分[118]。

#### 平和町地区
- 使用附属施設：附属幼稚園、附属小学校、附属中学校、附属高等学校
- 交通アクセス：金沢駅から北鉄バス平和町線ほかで金大附属学校自衛隊前バス停下車。通学時間帯には各地からモーニングダイレクト便が運行される。

#### 東兼六地区
- 使用附属施設：附属特別支援学校

#### 辰口地区
- 使用附属施設：能美学舎、環日本海域環境研究センター（低レベル放射能実験施設）

#### 小木地区
- 使用附属施設：環日本海域環境研究センター（臨海実験施設）

#### 越坂地区
- 使用附属施設：理工学域能登海洋水産センター

#### 潟端地区
- 潟端短艇庫

#### つつじが浜地区
- 七尾ヨット艇庫

#### その他
- 職員宿舎
- 金沢大学サテライト・プラザ
- 金沢大学東京事務所

### 旧キャンパス

#### 仙石町地区
旧制第四高等学校跡地。江戸時代三大御家騒動の一つである加賀騒動の原因となったといわれる大槻伝蔵の屋敷跡地といわれ、四高の前身校である加賀藩校明倫堂があった場所。理学部は1965年の旧丸の内キャンパス移転までは前身である四高本館の建物を用いていた。現在は四高記念文化交流館として保存活用されている。

#### 丸の内キャンパス

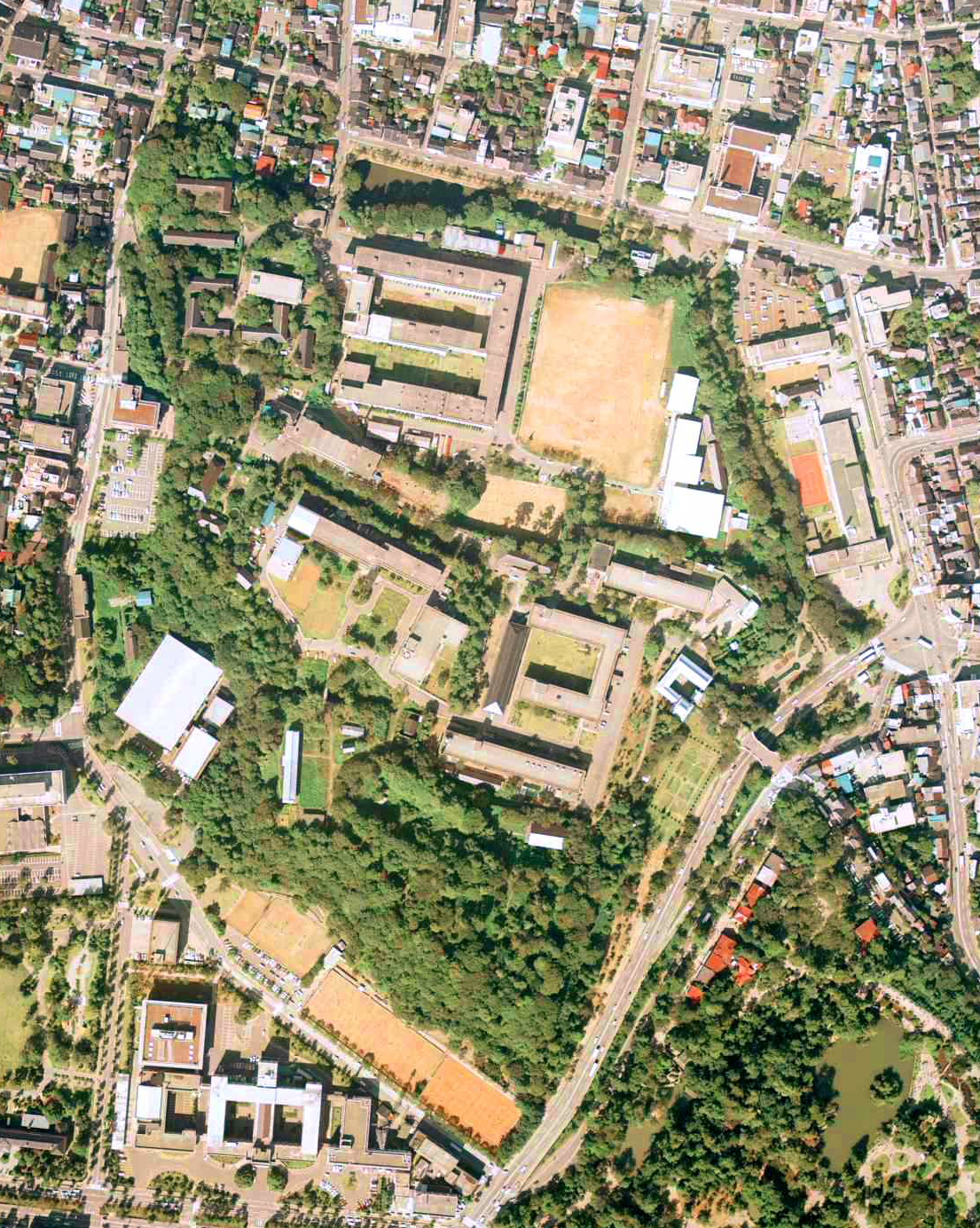
1975年当時の丸の内キャンパス。

第二次世界大戦後、第九師団司令部庁舎は金沢大学本部として、旧歩兵七聯隊兵舎は法文学部と教養部の校舎としてなど、旧軍施設を大学施設へ改築して利用。医学部・薬学部・工学部以外の学部・部局は、全てこの丸の内キャンパスに位置していた。
加賀藩藩政期の建造物で現存する石川門を大学の正門とし、三十間長屋も図書館の書庫の一部として利用された。1960年代に、鉄筋コンクリートの校舎に整備。一部残った軍の施設も引き続き教育学部の校舎やサークル棟等に利用されていた。大まかに言えば角間移転直前の1980年代には、本丸に理学部付属の植物園、二之丸に法学部・経済学部・文学部と図書館、三之丸と鶴之丸に教育学部や大学本部や文化サークル棟、新丸に教養部、理学部、グランド、体育館があった。玉泉院丸に県立体育館があり大学の授業で使用することもあった。校地は多少手狭ではあったが、市の中心部に位置し、歴史、自然、文化が調和した美しいキャンパスであり、石川門の通称の「白門（しろもん）」が、加賀藩上屋敷跡に所在する東京大学の「赤門」に倣って、金沢大学の代名詞として用いられたこともある。
1989年秋に法学部、経済学部、文学部が角間キャンパスへの総合移転の第一陣として移転。続いて1992年秋に教育学部、理学部が、1993年秋に旧教養部、その後大学本部などが移転した。角間キャンパスへの移転後、旧大学施設は一時、石川県立金沢二水高等学校の新築工事中の代替校舎として利用されたが、現在は金沢城公園として整備されている。

#### 旧小立野キャンパス

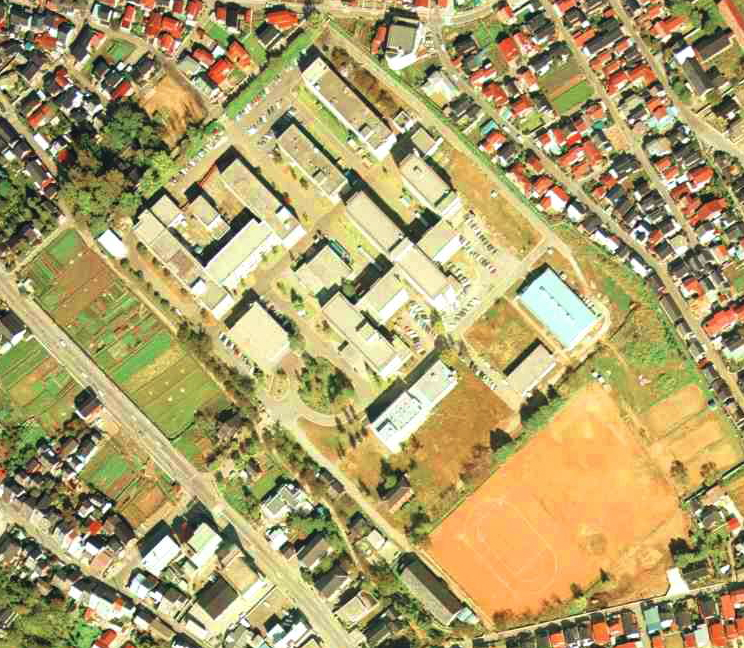
1975年当時の小立野キャンパス。

元々は前身の旧制金沢高等工業学校の敷地であり、その後身の工学部があったが、全ての施設が角間キャンパスへと移転している。平和町地区の附属高校が校舎の全面改築工事を実施するため、2006年8月から2007年3月末まで、学校の全機能をこの小立野地区に移行していた。なお、この跡地に金沢美術工芸大学（2023年10月）と石川県立図書館（2022年7月）がそれぞれ移転された。

#### 広坂キャンパス
附属幼稚園、附属小学校、附属中学校が設置されていた。施設の老朽化と狭小さを理由に平和町地区へと移転し、跡地には金沢21世紀美術館が建設された。なお先述の仙石町キャンパス、丸の内キャンパスと合わせ、金沢大学は市内の一等地をほぼ全て明け渡したこととなった。

### 寮
- 北斗寮（男子寮）
  - 旧制金沢高等師範学校五誓寮をルーツに持つが、1967年6月廃寮となった。
- 金沢大学 北溟寮（男子寮）
  - 土地は旧制石川師範学校（戦後の一時期は金沢大学教育学部）の校地を引き継ぐ。旧制四高の諸寮も継承していた。2015年4月より新規入寮を中止し、2017年3月末に廃寮となった。のちに寮名は、後述の学生留学生宿舎が継承。
- 泉学寮（男子寮）
  - 金沢市野町5丁目[119]。土地は旧制金沢医大の寮を継承。1965年築で定員168人[119]。老朽化のため2022年度末で廃止となった[119]。
- 白梅寮（女子寮）
  - 金沢市泉野町2丁目[119]。旧制女子師範学校の寮の流れを汲む。1964年築で定員140人[119]。老朽化のため2022年度末で廃止となった[119]。
- 学生留学生宿舎
  - 角間キャンパス内に所在し、グローバル人材を育成することを目的に、外国人留学生と日本人学生が一つのユニット（男女別）で生活する混住寮。計9棟からなる。1〜5棟（通称「先魁」）は2012年運用開始、6〜9棟（通称「北溟」）は2017年運用開始。大浴場はシャワールームとなった。

## 対外関係

### 地方自治体との協定
- 金沢市図書館「図書の相互貸借、文献複写等の相互協力の覚書」（1997年2月24日締結[36]）
- 石川県立大学、輪島市、珠洲市、穴水町、能登町「地域づくり連携協定」（2007年7月締結[120]）
- 金沢市「連携協力に関する協定」（2009年3月27日締結[121]）
- 石川県「包括連携協定」「寄附講座の設置に関する協定」（2009年4月24日締結[122]）
- 能美市「連携に関する包括協定」（2011年7月26日締結[123]）
- 小松市「連携に関する包括協定」（2012年1月27日締結[124]）
- 七尾市「連携に関する包括協定」（2012年5月23日締結[125]）
- 金沢大学附属図書館、金沢美術工芸大学附属図書館及び金沢市図書館における貸出カードの共通使用に関する覚書（2014年3月25日締結[126][111]）
- 南砺市「包括連携協定」（2014年12月18日締結[127]）
- 白山市「包括連携協定」（2015年10月19日締結[128]）
- 石川県内8大学[注釈 49]・石川県内全自治体[注釈 50]「石川県における学生定着の取組の推進に関する協定」（2016年1月20日締結[129]）
- 大学院先進予防医学研究科・志賀町「健康づくり推進のための連携協定」（2016年4月9日締結[130]）
- 能登町「人づくり・海づくり協定」（2016年7月21日締結[131]）
- 珠洲市「持続可能社会構築に向けた知の拠点づくり協定」（2016年10月22日締結[132]）
- 志賀町「ふるさとの資源を次代へと引き継ぐまち・ひとづくり協定」（2018年3月20日締結[133]）
- 羽咋市・日本電気株式会社・国立大学法人金沢大学「『人口減少社会における羽咋市のグランドデザイン』の構築に向けた連携協力に関する協定書」（2019年9月26日締結[134]）
- 羽咋市「包括連携協定」（2021年2月22日締結[135]）
- 羽咋市・岩谷産業株式会社・株式会社otta・株式会社アイ・オー・データ機器・国立大学法人金沢大学融合研究域融合科学系交通防災まちづくり研究室「見守りサービスの導入に関する協定」（2022年3月2日締結[136]）
- 加賀市「包括連携協定」（2023年1月30日締結[137][138]）
- 中能登町「包括連携協定」（2023年5月30日締結[139][140]）
- 鳩山町「鳩山町と国立大学法人金沢大学融合研究域の研究交流事業に関する基本協定」（2023年7月6日締結[141]）

### 他大学との協定

#### 国内大学との協定
- 大学コンソーシアム石川
- 北陸地区国立大学連合
- 大学eラーニング協議会
- 放送大学学園[142]
- 金沢大学・北陸先端科学技術大学院大学・金沢工業大学「大学院単位互換協定」（1999年締結[35]）
- 大阪大学・金沢大学・浜松医科大学・千葉大学・福井大学「大阪大学大学院大阪大学・金沢大学・浜松医科大学・千葉大学・福井大学 連合小児発達学研究科の設置及び運営に関する構成国立大学法人間協定書」（2012年4月1日締結[143]）
- 金沢大学・静岡大学・名古屋大学附属図書館「学習支援促進のための三大学連携事業に関する協定」（2012年6月21日締結[144]）
- 石川県立大学「大学間交流に関する協定」（2012年12月17日締結[145])
- 千葉大学・新潟大学・金沢大学・長崎大学・熊本大学・岡山大学「包括的連携協定」（2013年3月15日締結[146]）
- 星薬科大学「学生交流に関する協定」（2013年5月10日締結[147]）
- 千葉大学「法科大学院の教育の一部を連携して行う大学間協定」（2015年度締結[148]）
- 北陸先端科学技術大学院大学「連携協定」（2015年11月16日締結[149]）
- 金沢大学理工研究域・福島大学環境放射能研究所「連携に関する協定」（2018年11月15日締結[150]）
- 立教大学「連携・協力に関する協定」（2021年3月29日締結[151][152]）
- 北陸大学「学生の派遣・受け入れに関する協定」（2021年10月27日締結[153]）
- 金沢大学人間社会学域国際学類・信州大学人文学部「単位互換に関する協定書」（2022年1月25日締結[154]）
- 金沢大学環日本海域環境研究センター・新潟大学佐渡自然共生科学センター・島根大学生物資源科学部「連携協定」（2022年締結[155][156]）
- 金沢大学環日本海域環境研究センター・北海道大学低温科学研究所「連携協定」（2022年12月19日締結[157]）

#### 国外大学との協定
- 大学間交流協定機関（2024年9月18日現在[158]）※学生交流の覚書締結
  - アジア
    - 大韓民国
      - 東亜大学校（1998年4月16日締結）※
      - 釜山大学校（2000年9月26日締結）※
      - 韓国地質資源研究院（2005年10月17日締結）
      - 釜慶大学校（2007年1月23日締結）※
      - 湖西大学校（2012年9月25日締結）※
      - 漢陽大学校（2013年1月7日締結）※
      - 全北大学校（2013年6月24日締結）
      - 金烏工科大学校（2014年7月16日締結）※
      - 仁荷大学校（2024年2月14日締結）※

    - 中華人民共和国
      - 蘇州大学（1997年1月22日締結）※
      - 四川大学（2003年3月5日締結）※
      - ハルビン医科大学（1999年3月20日締結）※
      - 北京師範大学（1999年9月14日締結）※
      - 北京工業大学（2000年8月11日締結）※
      - 大連大学（2001年3月8日締結）※
      - 大連理工大学（2003年10月21日締結）※
      - 南京大学（2004年3月26日締結）※
      - 延辺大学（2007年1月31日締結）※
      - 華東理工大学（2008年11月20日締結）
      - 南開大学（2008年12月23日締結）※
      - 浙江工業大学（2008年12月24日締結）※
      - 北京語言大学（2009年3月30日締結）※
      - 西安電子科技大学（2009年8月24日締結）※
      - 東華大学（2010年11月1日締結）※
      - 中国科学院地理科学・資源研究所（2011年5月3日締結）※
      - 北京大学（2011年10月19日締結）
      - 上海対外経貿大学（2011年12月15日締結）※
      - 東北師範大学（2014年11月4日締結）※
      - 青島科技大学（2014年12月23日締結）※
      - 上海理工大学（2015年5月25日締結）※
      - 中国人民大学（2016年2月29日締結）※
      - 吉林大学（2016年8月24日締結）※
      - 同済大学（2017年3月1日締結）
      - 華南理工大学（2017年3月24日締結）※
      - 重慶大学（2017年5月18日締結）※
      - 東北大学（2018年5月9日締結）※
      - 南方科技大学（2019年4月22日締結）※
      - 蘭州大学（2019年11月29日締結）※
      - 河南中医薬大学（2019年11月26日締結）※
      - 清華大学（2021年12月20日締結）

    - 台湾
      - 台湾師範大学（2000年8月16日締結）※
      - 国立台湾大学（2011年5月10日締結）※
      - 輔仁大学（2012年12月11日締結）※
      - 台北医学大学（2013年12月16日締結）※
      - 国立清華大学（2017年7月31日締結）※
      - 国立陽明交通大学（2018年12月25日締結）※
      - 国立政治大学（2019年7月9日締結）※
      - 国立成功大学（2019年7月8日締結）※

    - モンゴル
      - モンゴル国立大学（2012年10月5日締結）※
      - モンゴル国立医科大学（2015年10月15日締結）※
      - モンゴル国立がんセンター（2015年10月30日締結）
      - モンゴル科学アカデミー（2015年11月16日締結）
      - モンゴル国立第二病院（2019年5月16日締結）

    - ベトナム
      - ハノイ医科大学（2009年9月16日締結）※
      - ハノイ工科大学（2009年9月18日締結）※
      - 貿易大学（2009年12月4日締結）
      - ベトナム国家大学ハノイ校（2009年12月4日締結）※
      - ベトナム国家大学ハノイ校自然科学大学（2009年12月4日締結）※
      - ベトナム国家大学ハノイ校工業技術大学（2009年12月4日締結）※
      - ハノイ師範大学（2009年12月4日締結）※
      - ハノイ薬科大学（2009年12月4日締結）※
      - ハノイ運輸通信大学（2009年12月4日締結）※
      - ハノイ国家農業大学（2009年12月4日締結）※
      - ハノイ大学（2009年12月4日締結）※
      - ダナン大学技術教育大学（2009年12月4日締結）※
      - ハイフォン医科薬科大学（2009年12月4日締結）※
      - ノンラム大学（2009年12月4日締結）※
      - フエ大学（2009年12月4日締結）※
      - カントー大学（2009年12月4日締結）※
      - ホーチミン市教育大学（2009年12月4日締結）※
      - ベトナム国家大学ホーチミン市校理科大学（2009年12月4日締結）※
      - ニャチャン大学（2009年12月4日締結）※
      - タイグエン大学（2009年12月4日締結）※
      - タイグエン医科薬科大学（2009年12月4日締結）
      - ベトナム金融アカデミー（2009年12月4日締結）※
      - ラックホン大学（2010年3月31日締結）※
      - ベトナム国家大学ホーチミン市校工科大学（2010年11月23日締結）※
      - ベトナム国家大学ホーチミン市校人文社会科学大学（2011年12月5日締結）※
      - ハノイ建設大学（2012年3月9日締結）
      - ダナン大学（2012年2月27日締結）※
      - ベトナム国家大学ハノイ校外国語大学（2014年4月10日締結）※
      - ベトナム国家大学ハノイ校日越大学（2019年2月11日締結）※

    - ラオス
      - ラオス国立大学（2013年12月26日締結）
      - ラオス保健科学大学（2013年12月27日締結）

    - カンボジア
      - アンコール遺跡整備公団（2010年2月9日締結）
      - カンボジア工科大学（2010年2月11日締結）※
      - カンボジア国立経営大学（2014年2月26日締結）※
      - 健康科学大学（2022年9月14日締結）

    - タイ
      - チュラロンコン大学（1999年7月16日締結）※
      - モンクット王工科大学トンブリ校（2000年4月21日締結）※
      - チェンマイ大学（2008年1月8日締結）※
      - プリンスオブソンクラ大学（2011年3月24日締結）※
      - コンケン大学（2011年6月13日締結）※
      - シーナカリンウィロート大学（2011年7月22日締結）※
      - ナレースワン大学（2013年9月26日締結）※
      - カセサート大学（2015年1月5日締結）※
      - タイ国立科学技術開発庁 国立遺伝子生命工学センター／プリンスオブソンクラ大学（2018年11月5日締結）
      - マヒドン大学（2018年11月6日締結）※
      - ブラパー大学（2018年1月4日締結）※

    - マレーシア
      - マラヤ大学（2011年4月29日締結）※
      - マレーシア工科大学（2016年6月23日締結）※
      - マレーシア科学大学（2024年3月14日締結）※
      - スルタン・イドリス教育大学（2024年9月12日締結）※

    - インドネシア
      - バンドン工科大学（2008年3月3日締結）※
      - インドネシア教育大学（2010年5月24日締結）※
      - スマラン国立大学（2012年9月24日締結）
      - ブラウィジャヤ大学（2012年9月25日締結）※
      - インドネシア大学（2012年9月25日締結）※
      - ガジャマダ大学（2012年10月18日締結）※
      - 国立マラン大学（2013年4月2日締結）
      - インドネシアコンピューター大学（2016年1月30日締結）※
      - ムルデカ大学マラン（2016年1月30日締結）※
      - エクイタス経済大学（2016年1月30日締結）※
      - 国際女性大学（2016年1月30日締結）※
      - パスンダン大学（2016年1月30日締結）※
      - ハサヌディン大学（2017年2月22日締結）※
      - ディポネゴロ大学（2017年7月25日締結）※
      - プルタミナ大学（2017年11月7日締結）※
      - テルコム大学（2018年11月2日締結）※
      - ムハマディア大学スマラン校（2020年4月13日締結）※
      - スラバヤ工科大学（2022年9月28日締結）※
      - パダン州立大学（2024年2月5日締結）※

    - バングラデシュ
      - ダッカ大学（2010年4月19日締結）※
      - チッタゴン大学（2014年10月22日締結）※

    - インド
      - サビットリバイ・フール・プネー大学（1999年9月1日締結）※
      - ティラク・マハラシュトラ大学（2013年5月7日締結）※
      - ナーランダー大学（2017年4月27日締結）
      - インド工科大学グワハティ校（2022年11月16日締結）※
      - 学際保健科学技術大学（2022年11月22日締結）※
      - インド工科大学マドラス校（2023年2月2日締結）※
      - インド工科大学ハイデラバード校（2023年6月5日締結）※
      - バンガロール大学（2023年7月11日締結）※
      - ラブリープロフェッショナル大学（2023年11月30日締結）※
      - ニッテ大学（2024年2月2日締結）※

    - フィリピン
      - 国立イフガオ大学（2018年4月17日締結）※
      - フィリピン大学オープンユニバーシティ（2018年12月12日締結）※
      - 国立フィリピン大学（2019年2月15日締結）※

    - スリランカ
      - ルフナ大学（2023年1月5日締結）

    - 東ティモール
      - 国立科学技術研究所（2023年3月8日締結）
      - 東ティモール国立大学（2023年3月8日締結）※

  - 中東
    - サウジアラビア
      - 国立イマーム・ムハンマド・イブン・サウード・イスラーム大学（2010年7月8日締結）
      - キング・ファイサル大学（2012年5月16日締結）
      - 北部国境大学（2018年4月6日締結）

    - アラブ首長国連邦
      - シャルジャ大学（2012年1月19日締結）※

    - トルコ
      - チャナッカレ・オンセキズ・マルト大学（2013年9月19日締結）※

  - オセアニア
    - オーストラリア
      - オーストラリア国立大学（1998年8月24日締結）※
      - ロイヤル・メルボルン工科大学（2000年3月16日締結）※
      - シドニー工科大学（2012年8月15日締結）※
      - ニューイングランド大学（2013年4月2日締結）※
      - マッコーリー大学（2013年5月27日締結）
      - チャールズ・ダーウィン大学（2015年4月22日締結）※

  - アフリカ
    - エジプト
      - アシュート大学（2000年3月24日締結）

    - ケニア
      - ナイロビ大学（2011年10月4日締結）※
      - ケニア中央医学研究所（2011年10月4日締結）※

    - セネガル
      - シェイク・アンタ・ジョップ大学（ダカール大学）（2023年1月17日締結）※

    - モーリタニア
      - ヌアクショット大学（2023年2月22日締結）※

    - ナイジェリア
      - ラゴス大学（2024年3月27日締結）

  - ロシア及びNIS諸国
    - ロシア
      - カザン連邦大学（1998年9月3日締結）※
      - ロシア科学アカデミー極東支部（2000年11月22日締結）
      - 国立アルタイ大学（2014年1月10日締結）※
      - 極東連邦大学（2014年4月14日締結）※
      - 国立クラスノヤルスク医科大学（2017年3月17日締結）※
      - 国立イルクーツク大学（2017年12月25日締結）※
      - タタルスタンがんセンター（2018年1月17日締結）
      - サンクトペテルブルク医科大学（2018年2月9日締結）※
      - サンクトペテルブルク国立大学（2018年3月6日締結）※
      - モスクワ国立大学（2018年11月9日締結）※
      - オムスク国立大学（2021年10月8日締結）※

    - カザフスタン
      - カザフ国立大学（2019年8月30日締結）※

    - キルギス
      - キルギス国立総合大学（2021年6月29日締結）※
      - 中央アジア・アメリカ大学（2024年8月21日締結）※

    - ウズベキスタン
      - タシケント国立東洋学大学（2021年12月20日締結）※
      - ウズベキスタン国立大学（2022年3月2日締結）

    - アゼルバイジャン
      - アゼルバイジャン関税委員会アカデミー（2022年1月24日締結）

  - ヨーロッパ
    - ブルガリア
      - バルナ医科大学（2010年4月7日締結）※

    - チェコ
      - カレル大学（1995年9月4日締結）※
      - チェコ工科大学プラハ校（2014年10月7日締結）※
      - チェコ科学アカデミー（2020年10月20日締結）

    - スロバキア
      - スロバキア工科大学（2000年8月23日締結）※

    - ポーランド
      - ルブリン工科大学（2000年8月17日締結）※
      - ワルシャワ大学（2010年11月22日締結）※
      - ヤギェウォ大学（2020年12月2日締結）※

    - フィンランド
      - ユバスキュラ大学（1998年12月17日締結）※
      - アールト大学（2018年12月25日締結）※

    - ドイツ
      - ジーゲン大学（1993年9月14日締結）※
      - レーゲンスブルク大学（1999年10月13日締結）※
      - ヴュルツブルク大学（2015年10月26日締結）※
      - デュッセルドルフ大学（2017年7月20日締結）※

    - イタリア
      - フィレンツェ大学（2011年2月1日締結）※
      - ローマ・ラ・サピエンツァ大学（2024年1月23日締結）※

    - スペイン
      - バルセロナ自治大学（2010年4月14日締結）※
      - サラマンカ大学（2013年3月13日締結）※
      - サンティアゴ・デ・コンポステーラ大学（2013年3月15日締結）※
      - アルカラ大学（2018年9月13日締結）※

    - フランス
      - ロレーヌ大学（2017年5月15日締結）※
      - オルレアン大学（2010年7月22日締結）※
      - トゥールーズ大学ジャン・ジョレス校（2013年9月10日締結）※
      - ジャン・ムーラン・リヨン第3大学（2015年2月19日締結）※

    - ベルギー
      - ゲント大学（2009年7月21日締結）※

    - イギリス
      - リバプール・ジョン・モーズ大学（1991年10月4日締結）
      - シェフィールド大学（1991年10月8日締結）※
      - セントラル・ランカシャー大学（2014年4月2日締結）※
      - セインズベリー日本藝術研究所（2015年3月3日締結）

    - アイルランド
      - ダブリンシティ大学（1991年10月14日締結）※

    - ポルトガル
      - ミーニョ大学（2017年7月31日締結）※

    - スウェーデン
      - カールスタード大学（2018年3月19日締結）※

    - オーストリア
      - ウィーン大学（2021年9月30日締結）※

    - ラトビア
      - ラトビア大学（2022年2月1日締結）※

    - ノルウェー
      - ノルウェー科学技術大学（2022年2月3日締結）※

    - エストニア
      - エストニアアントレプレナーシップ応用科学大学（2022年4月19日締結）※

    - ウクライナ
      - ウクライナ国立工科大学「イーゴリ・シコルスキーキーウ工科大学」（2023年10月27日締結）
      - 東ウクライナ国立大学（2024年4月11日締結）

    - ハンガリー
      - エトヴェシュ・ロラーンド大学（2023年11月30日締結）※

    - リトアニア
      - ヴィリニュス大学（2024年6月5日締結）※

  - 北アメリカ
    - アメリカ
      - ペンシルバニア大学（1956年1月20日締結）
      - ニューヨーク州立大学バッファロー校（1974年6月12日締結）※
      - ウィリアム・アンド・メアリー大学（1991年6月6日締結）※
      - タフツ大学（1996年12月27日締結）※
      - ニューヨーク州立大学ニューポルツ校（1998年8月5日締結）※
      - ネバダ大学リノ校（2009年11月24日締結）※
      - イリノイカレッジ（2011年10月14日締結）※
      - ワグナーカレッジ（2014年3月27日締結）※
      - カリフォルニア大学デービス校（2017年9月29日締結）
      - ネブラスカ大学リンカーン校（2023年10月16日締結）

    - カナダ
      - ユーコン大学（2013年9月13日締結）
      - モントリオール大学（2013年11月29日締結）※
      - マニトバ大学（2018年11月7日締結）

  - 中南米
    - メキシコ
      - モンテレイ工科大学（2010年5月3日締結）※

    - グアテマラ
      - 文化スポーツ省文化自然遺産副省（2011年6月27日締結）
      - グアテマラ・デル・バジェ大学（2015年8月3日締結）※
      - グアテマラ・サン・カルロス大学（2016年9月22日締結）

    - ホンジュラス
      - ホンジュラス国立人類学歴史学研究所（2013年2月8日締結）
      - ホンジュラス国立自治大学（2017年12月15日締結）

    - ブラジル
      - リオデジャネイロ州立大学（2016年1月13日締結）※
      - アマゾナス連邦大学（2016年8月25日締結）※
      - ブラジリア大学（2021年3月4日締結）※

    - ペルー
      - 国立サンマルコス大学（2022年1月19日締結）※

    - コロンビア
      - ロスアンデス大学（2022年2月8日締結）※
- 部局間交流協定機関（2024年9月19日現在[159]）
  - 融合学域
    - パンヤピヤワット経営大学（2023年6月22日締結）
    - 泰日工業大学（2024年6月8日締結）
    - ワイカト大学ワイカト・カレッジ（2023年12月20日締結）

  - 人間社会学域
    - オックスフォード大学ペンブロックカレッジ（1996年12月1日締結）※
    - 翰林大学校人文学部（2009年10月28日締結）※
    - 雲南民族大学民族文化学院（2011年10月31日締結）
    - ライデン大学人文学部（2013年12月10日締結）※
    - 中山大学地理化学与企画学院（2014年12月11日締結）
    - チャンカセーム・ラチャパット大学人文社会学部（2017年2月27日締結）※
    - ブリュッセル自由大学文学・翻訳・コミュニケーション学部（2019年7月1日締結）※
    - リエージュ大学文学部（2020年1月14日締結）※
    - ルンド大学人文・神学部（2021年6月22日締結）※
    - ベルガモ大学（2023年7月18日締結）※

  - 人間社会学域・人間社会環境研究科
    - プリンストン大学東洋学部（2000年4月28日締結）
    - トレント大学心理認知科学部（2024年7月15日締結）※

  - 人間社会学域法学類・法学研究科
    - 国立台北大学法律学院（2020年3月9日締結）※
    - 中原大学法学院（2023年11月23日締結）※

  - 人間社会学域法学類
    - スルタン・アゲン・ティルタヤサ大学法学部（2023年11月8日締結）※

  - 人間社会学域学校教育学類・教職実践研究科
    - ウプサラ大学教育学部（2020年2月17日締結）

  - 人間社会学域地域創造学類
    - ケラニヤ大学社会科学部（2023年12月5日締結）※

  - 人間社会学域国際学類
    - アテネオ・デ・マニラ大学社会科学部（2019年1月9日締結）※
    - アイルランド国立大学コーク校人文・ケルト研究・社会科学カレッジ（2023年5月8日締結）※

  - 人間社会環境研究科
    - 仁荷大学校文学部（2010年9月30日締結）※
    - 浙江大学人文学院（2010年10月11日締結）※
    - 翰林大学校グローバル協力大学院（2019年6月28日締結）※

  - 法学研究科
    - 法官学院（2020年8月13日締結）

  - 人間社会研究域
    - メーファールアン大学社会イノベーション学部（2020年10月1日締結）

  - 人間社会研究域法学系
    - トゥールーズ第1大学法学部（2015年10月15日締結）※

  - 理工学域
    - 理論実験物理学研究所（1997年7月1日締結）
    - 南オーストラリア大学情報工学・環境工学学群（1999年1月20日締結）※
    - フィリピン大学ディリマン校（1999年5月11日締結）※
    - サヴォア・モンブラン大学（2000年3月14日締結）※
    - プラハ化学工業大学（2003年4月1日締結）※
    - 韓国科学技術院工学部（2005年3月10日締結）
    - タマサート大学シリントーン国際工学部（2006年10月24日締結）※
    - 檀国大学校工学部（2006年11月1日締結）
    - シュトゥットガルト大学（2008年3月20日締結）※
    - 浙江大学理学部（2009年4月30日締結）※
    - 山東大学工学部（2012年3月27日締結）※
    - 国立台北科技大学工程学院（2012年10月5日締結）
    - 復旦大学社会発展与公共政策学院（2012年8月6日締結）
    - 福州大学建築学院及び環境与資源学院（2014年4月22日締結）※
    - トゥイーロイ大学（2014年10月27日締結）※
    - スウォンジー大学工学部（2016年12月5日締結）
    - ダゴン大学地質学部（2017年1月23日締結）
    - 浙江大学情報・電子工程学院（2017年10月29日締結）
    - 上海交通大学電子情報・電機工程学院電子工程系（2018年3月5日締結）
    - DCR理工大学土木工学科（2018年3月9日締結）
    - バリアブンタウ大学海洋経済技術学部（2018年10月26日締結）
    - アンダラス大学工学部（2019年8月1日締結）※
    - 山東建築大学スマートシティ連携イノベーションセンター（2020年4月24日締結）※
    - タドラコ大学工学部（2021年2月10日締結）※

  - 理工学域・自然科学研究科
    - アイントホーフェン工科大学数学計算機科学部（2021年5月2日締結）※
    - アーヘン工科大学繊維工学研究所（2021年9月9日締結）※
    - 青島理工大学iSMART学域（2021年11月16日締結）※

  - 自然科学研究科
    - トゥール大学理工学部（2016年11月21日締結）
    - 台湾情報セキュリティーセンター国立台湾科技大学拠点（2018年6月12日締結）
    - シャジャイ科学技術大学大学院物理科学研究科（2020年1月22日締結）※

  - 自然科学研究科物質科学専攻
    - ストラスブール大学欧州化学学校（2020年1月23日締結）※

  - 自然科学研究科環境デザイン学専攻
    - ウィーン工科大学交通計画・交通工学研究所（2020年12月1日締結）

  - 医薬保健学域
    - タルトゥ大学（2024年3月12日締結）※

  - 医薬保健学総合研究科
    - ヤンゴン第二医科大学（2013年10月23日締結）※
    - 復旦大学上海医学院（2016年12月21日締結）※
    - ムハマディア大学・ポンティアナック校看護学部（2019年1月22日締結）

  - 医薬保健学総合研究科・医薬保健学域医学類 
    - 南方医科大学（2001年5月11日締結）※
    - 中国医科大学（2002年5月7日締結）※
    - ハワイ大学ジョン A. バーンズ医学部（2007年12月3日締結）※
    - 国立極東医科大学（2008年6月10日締結）※
    - 蔚山大学校医学部（2008年10月24日締結）※

  - 医薬保健学総合研究科・医薬保健研究域薬学系
    - 青海大学チベット医学院（2019年2月1日締結）

  - 先進予防医学研究科
    - トレント大学心理認知科学部（2016年5月23日締結）※
    - ヒトウイルス研究所（2017年2月27日締結）

  - 医薬保健研究域
    - Hospital E 循環器病研究センター（2011年6月8日締結）
    - ベトナム海洋医学研究所（2012年5月31日締結）
    - ベトナム社会主義共和国資源環境省ベトナムで米軍が使用の有害化学物質による被害克服の国家対策委員会（2013年3月26日締結）
    - ベトナム国立小児病院（2013年4月3日締結）
    - オークランド工科大学保健環境科学部（2014年3月17日締結）
    - グルノーブル・アルプ大学発達生物科学研究科（2019年4月15日締結）
    - 国際原子力機関（2018年11月29日締結）
    - ベトナム国立熱帯病病院（2019年7月29日締結）

  - 医薬保健研究域薬学系
    - アンカラ大学薬学部（2010年2月8日締結）
    - 瀋陽薬科大学（2011年3月24日締結）※
    - 中国薬科大学基礎医学・臨床薬学部（2018年5月1日締結）※
    - アジアパシフィック大学薬学部（2018年11月9日締結）
    - スマトラ・ウタラ大学薬学部（2022年4月28日締結）※

  - がん進展制御研究所
    - 韓国科学技術研究院遺伝工学研究所（1993年4月22日締結）
    - 復旦大学上海がん病院（2010年7月27日締結）
    - ソウル国立大学がん研究所（2013年7月10日締結）
    - ソウル国立大学がん微小環境研究センター（2016年4月4日締結）
    - タタメモリアルセンター がん先進治療研究教育センター[ACTREC]（2024年8月5日締結）

  - 環日本海域環境研究センター
    - 中国科学院大気物理研究所大気科学と地球流体力学数値モデリング国家重点実験室（2007年4月24日締結）
    - 慶熙大学校理科大学（2005年12月19日締結）
    - エジプト国立研究センター（2015年4月30日締結）
    - タイ国立科学技術開発庁 国立遺伝子生命工学研究センター（2018年10月25日締結）
    - 復旦大学公共衛生学院（2018年12月25日締結）

  - サピエンス進化医学研究センター
    - テオドア・ビルハルツ研究所（2024年5月27日締結）

  - 国際機構
    - リーハイ大学人文科学部（2015年9月15日締結）※
    - ワイカト大学ワイカト・カレッジ（2020年11月12日締結）
    - カザフスタン ユネスコ「人間と生物圏」（MAB）計画国内委員会（2021年5月18日締結）
    - ヴィドゼメ応用科学大学社会・経済・人文科学研究所（2021年12月17日締結）
    - カラサリンガム研究教育アカデミー国際部門（2022年9月10日締結）※
    - ヴィリニュス大学哲学部（2022年9月14日締結）
    - コペンハーゲン大学人文学部（2022年10月3日締結）※
    - オーフス大学人文学部文化社会学科 グローバル・スタディーズ部門日本学専攻（2023年5月10日締結）※

  - 学校教育学類附属小学校
    - バーウィック学園初等学校（1998年5月29日締結）
- 学生交流プログラム合意書
  - ケンブリッジ大学アジア・中東学部（2022年2月16日締結）

### 企業等との協定
- 独立行政法人日本原子力研究開発機構「原子力分野における大学連携ネットワークに関する協定」（2009年3月27日締結、2015年2月20日再締結[160]）
- 北陸電力「産学連携の推進に関する協定」（2012年2月10日締結[161]）
- PFU「産学連携に関する包括協定書」（2015年2月18日締結[162]）
- YKK「男女共同参画の推進に関する協定」（2016年11月24日締結[163]）
- 金沢大学先端科学・イノベーション推進機構・日本政策金融公庫金沢支店「産学連携の協力推進に関する覚書」（2017年1月31日締結[164]）
- JICA「包括連携協定」（2017年3月21日締結、2022年2月24日更新[165])
- のうか不動産「業務提携契約」（2017年4月5日締結[166]）
- 社会福祉法人佛子園 「包括連携協定」（2017年4月24日締結[167]）
- 国立研究開発法人産業技術総合研究所「エネルギー・環境分野に関する包括的連携研究協定」（2017年7月26日締結[168]）
- トヨタ紡織「産学連携の包括的推進に関する協定」（2018年3月1日締結[169]）
- ダイセル「包括連携協定」（2018年7月30日締結[170]）
- NEXCO中日本金沢支社「産学連携の包括的推進に関する協定」（2019年2月28日締結[171]）
- DMM.com「国立大学法人金沢大学と合同会社DMM.comとの地方創生に資するアントレプレナーシップ教育推進に関する連携協定」（2019年11月19日締結[172]）
- 国立研究開発法人新エネルギー・産業技術総合開発機構「起業家支援に関する相互協力の覚書」（2019年11月20日締結[173]）
- 中小企業基盤整備機構北陸本部「包括的連携協定」（2021年3月16日締結[174]）
- 株式会社アクトリー「産学連携の包括的推進に関する協定」（2021年4月23日締結[175][176]）
- NHK「包括連携協定」（2023年8月7日締結[177][178]）
- Now Do株式会社「連携協定」（2023年10月4日締結[179]）
- 金沢大学融合学域・石川県情報システム工業会「連携協力に関する協定」（2024年1月26日締結[180][181]）

### 企業との研究協力
- トヨタ紡織（自動車関連）[182]
- ダイセル（セルロースなど素材開発）[183]
- 中日本高速道路金沢支社（道路の劣化対策、災害対応、振動発電、自動運転など）[184]。

## 附属学校
人間社会学域学校教育学類附属機関
- 金沢大学附属幼稚園
- 金沢大学附属小学校
- 金沢大学附属中学校
- 金沢大学附属高等学校
- 金沢大学附属特別支援学校

## ラジオ番組
2012年8月5日からエフエム石川において、大学の広報番組である『金沢大学 Radio Campus』（かなざわだいがく レディオ キャンパス）が放送されていた。当初は金沢大学の創基150年を記念した事業の広報が目的であったが、事業が終了した2013年以降も大学の事業や学生生活などを伝えていた。番組では、金沢大学の学生が携わる「金沢大学放送局」が番組制作に関わっており、金沢大学の卒業生で元エフエム石川アナウンサー（パーソナリティ）の松岡理恵も不定期で出演していた。2019年3月31日をもって放送を終えた。

## 金沢大学にまつわる事件
- 2008年 医学部保健学科教授が昇進時にディプロマミルの博士号を利用した問題、 医学部保健学科准教授が昇進時にディプロマミルの修士号を利用した問題が発覚[189]
- 2008年 読売新聞東京本社金沢支局記者が取材せず金沢大学のコメントをでっち上げ『讀賣新聞』に掲載した問題が発覚[190][191]